# Дагестан
Респу́бліка Дагеста́н (рос. Республика Дагестан, ав. Дагъистан Жумгьурият, агул. Дагъустан Республика, азерб. Dağıstan Respublikası, дарг. Дагъистан Республика, кум. Дагъыстан Жумгьурият, лакськ. Дагъустаннал Республика, лезгин. Республика Дагъустан, ног. Дагыстан Республикасы
, рут. Дагъустан Республика, таб. Дагъустан Республика, татськ. Республикей Догъисту, цахур. Дагъыстан Республика, чеч. ДегІестан Республика) — суб'єкт Російської Федерації, що входить до складу Північно-Кавказького федерального округу та однойменного економічного району.
Утворена 20 січня 1921 року. Столиця — Махачкала. Глава Республіки Дагестан — Меліков Сергій Алімович з 14 жовтня 2021 року.
Межує з Азербайджаном на півдні, з Грузією на південному заході, також з Чеченською Республікою на заході, із Ставропольським краєм на північному заході, і з Республікою Калмикія на півночі.
Відповідно до Конституції Республіки Дагестан, державними мовами є російська та мови всіх народів, що населяють республіку. Серед них найпоширеніші аварська, агульська, азербайджанська, даргинська, кумицька, лакська, лезгинська, ногайська, рутульська, табасаранська, татська, цахурська, чеченська мови.

## Етимологія
Територія сучасного Дагестану, і більшою мірою гірського Дагестану, іменується в історичній літературі по-різному, що мало відношення до сусідських народів, або ж до навал завойовників, що іменували цю територію своєю мовою.
Деякі історики відносять до Південного Дагестану раніше найменування «Албанія», що відповідає назві Дагестан в значенні Країни Гір. Грузини називають Дагестан Лекетія чи точніше Лекеті в смислі Країни або Землі Леків себто лезгин.
Назва «Дагестан» відома з XVII століття і означає «гірська країна» (від тюркської  даг  — гора, перської  стан  — країна, земля). Згідно В. В. Бартольду назва «Дагестан» з'явилася тільки в X/XVI ст.. Назва «Дагестан» справедлива лише в історичному сенсі, оскільки з включенням до складу Дагестанської АРСР (нині Республіка Дагестан), рівнин Кизляра і ногайських степів на гірські регіони припадає лише 56 % від усієї її площі.

## Фізико-географічна характеристика

### Географічне положення
Дагестан розташований у північно-східній частині Кавказу, уздовж західного узбережжя Каспійського моря. Південь республіки займають гори й передгір'я Кавказу, на півночі — починається Прикаспійська низовина. Через центральну частину республіки протікає річка Терек. Іменем Амет-Хан Султана названий аеропорт Уйташ аеропорт міста Махачкала, столиці Дагестану; основний аеропорт республіки.

### Гідрографія

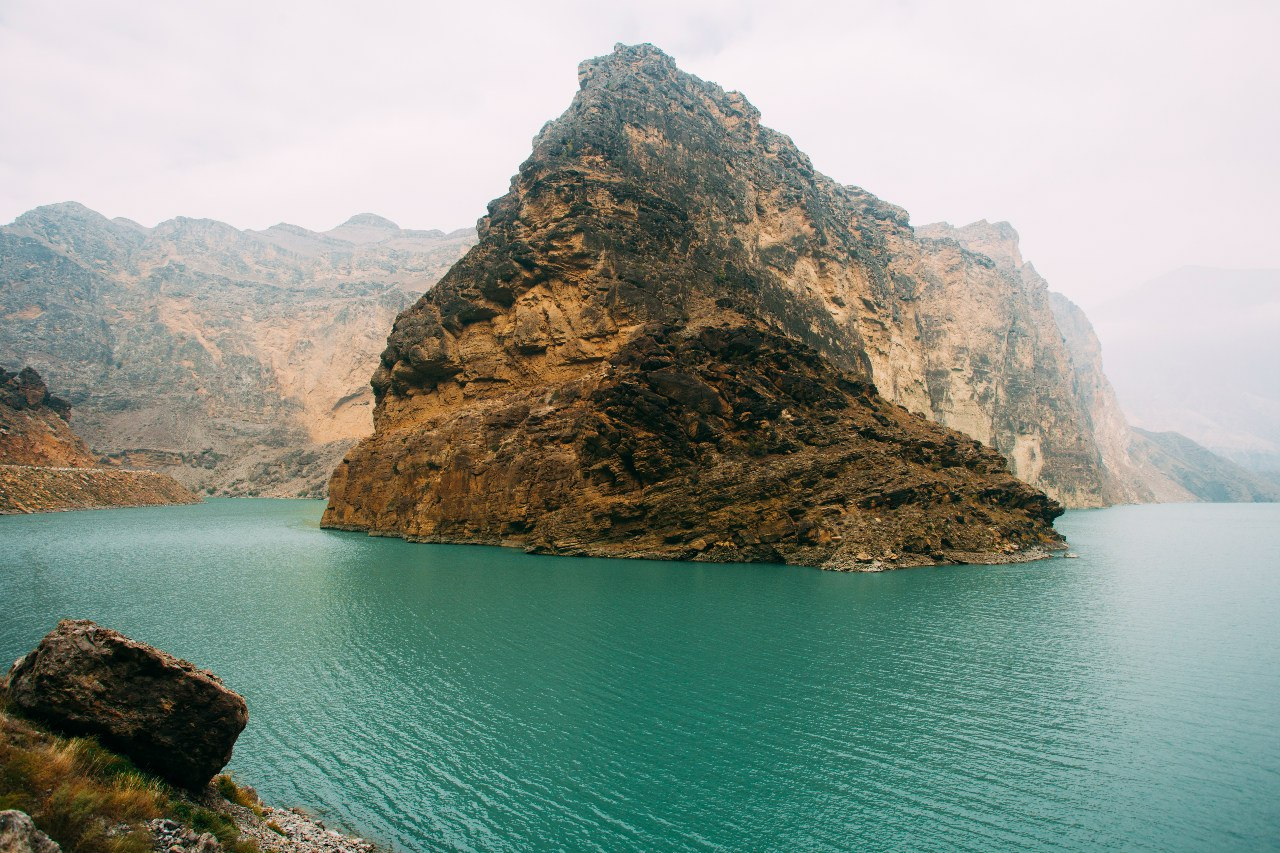
Місце утворення Сулака
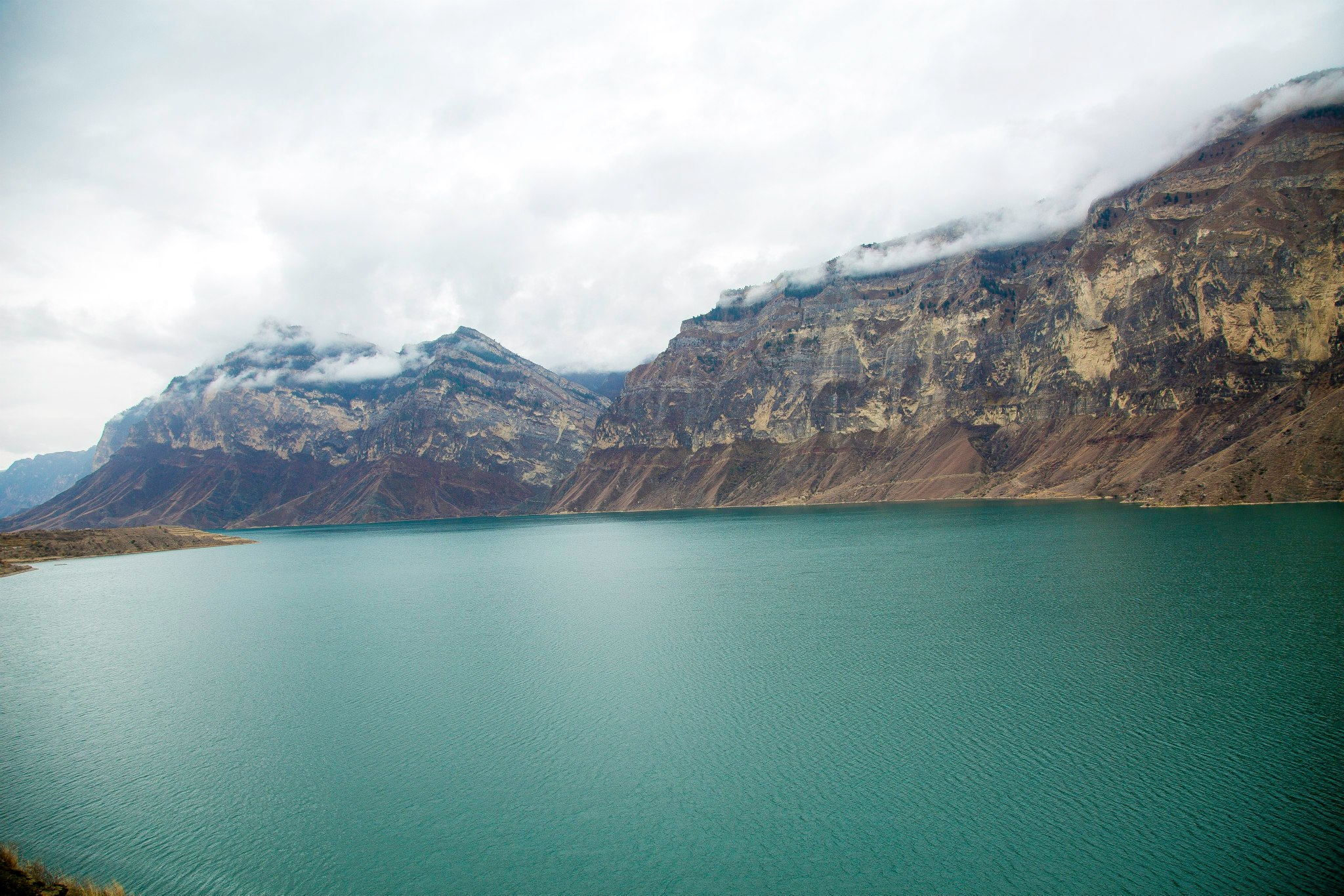
Ірганайське водосховище
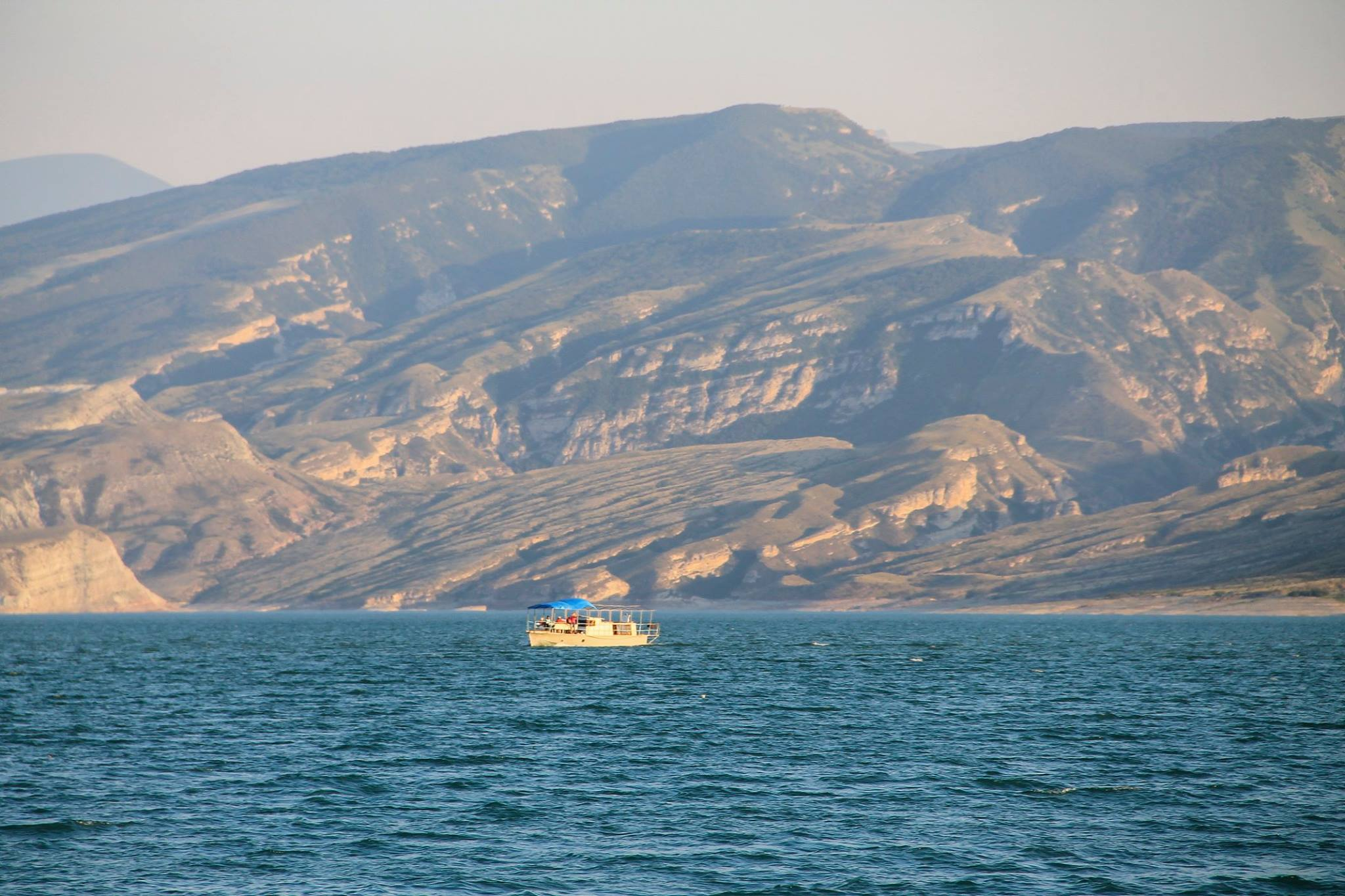
Чиркейське водосховище

Зі сходу територія Дагестану омивається водами Каспійського моря. Південь і середню частину республіки займають гори і передгір'я Великого Кавказу, на півночі починається Прикаспійська низовина.

#### Річки
Через центральну частину республіки протікають річки Терек і Сулак. У Дагестані протікає 6255 річок (зокрема 100 головних, що мають довжину понад 25 км і площа водозбору понад 100 км, 185 малих і понад 5900 найдрібніших), найбільшими з них є Терек, Сулак, Самур, Рубас із притоками. Усі річки належать до басейну Каспійського моря, проте в море впадає тільки 20 з них.
Північ Дагестану через сухий клімат, бідна річками. Наявні річки влітку використовуються для зрошення і не сягають моря.
Найбагатоводнішими є гірські річки, які завдяки швидкій течії не замерзають навіть узимку, їм властиві порівняльна багатоводність і значні ухили.
Самур є другою за величиною річкою в Дагестані. Площа його басейну становить 7,3 тис. км². Витік знаходиться в Рутульському районі Дагестану. При впадінні в Каспійське море Самур розпадається на рукави і утворює дельту. На річці й на її головних притоках планується будівництво трьох ГЕС. Води Самура також використовуються в цілях зрошення: з річки виведені зрошувальні канали, що зрошують Південний Дагестан (Самур-Дербентський канал) і знаходиться по сусідству Азербайджан (Самур-Апшеронський канал).
Сулак утворюється при злитті річок Казикумухське Койсу, Аварське Койсу й Андійське Койсу, що беруть початок у горах Великого Кавказу. Площа його басейну становить 15,2 тис. км². На Сулак припадає половина всіх гідроенергоресурсів Дагестану, тут розташовані Чіркейська ГЕС, Міатлінська ГЕС, Гельбахська ГЕС, Чірюртська ГЕС-1 і Чірюртська ГЕС-2.

#### Озера
- Озеро Кезеноям (Ботліхський район, велика частина озера належить Веденському району Чечні)[8] — найбільше та найглибше гірське озеро на Північному Кавказі.
- Нижньотерські озера
- Озеро Ак-Гель — Махачкала

### Рельєф

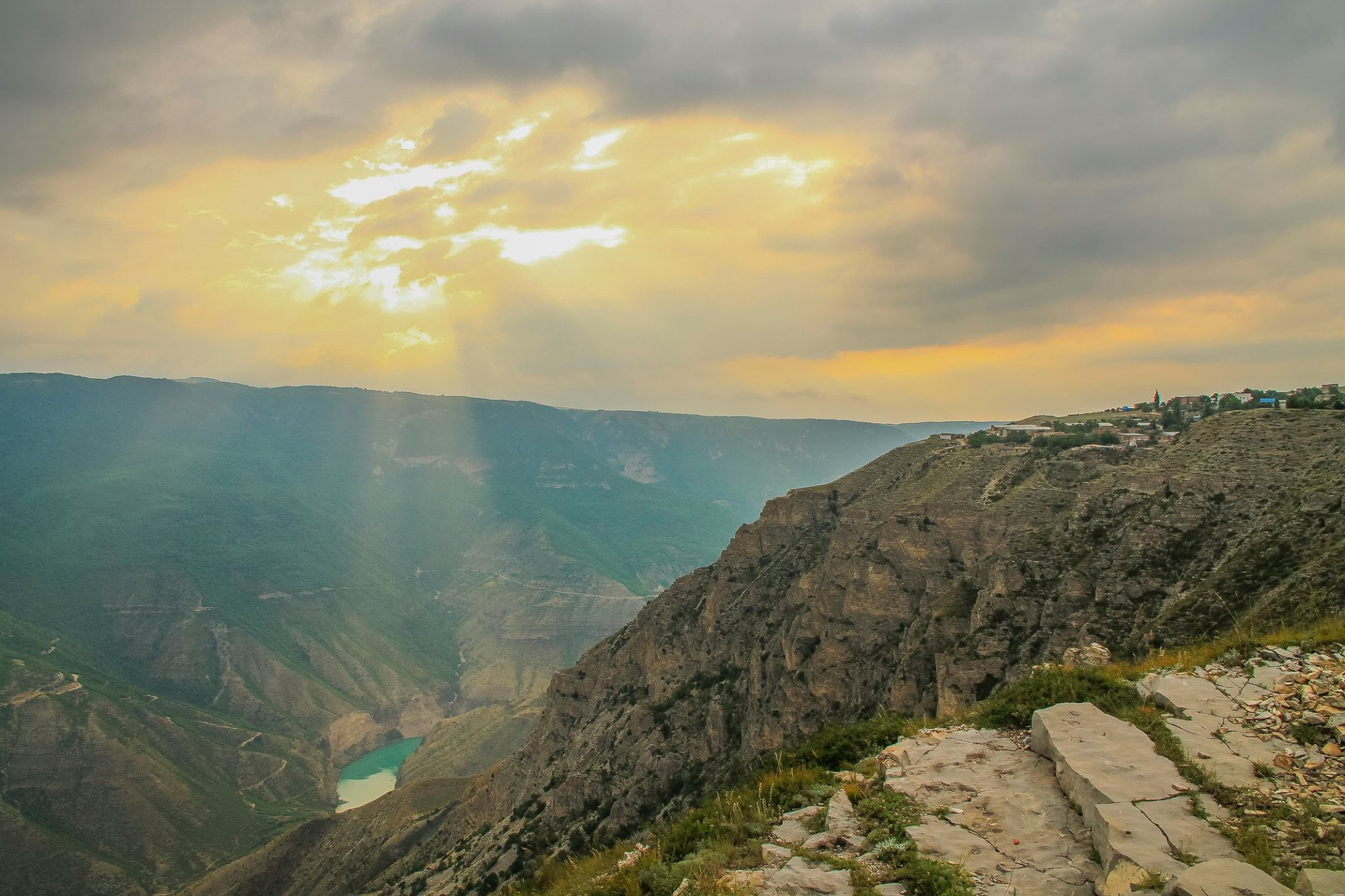
Сулакський каньйон
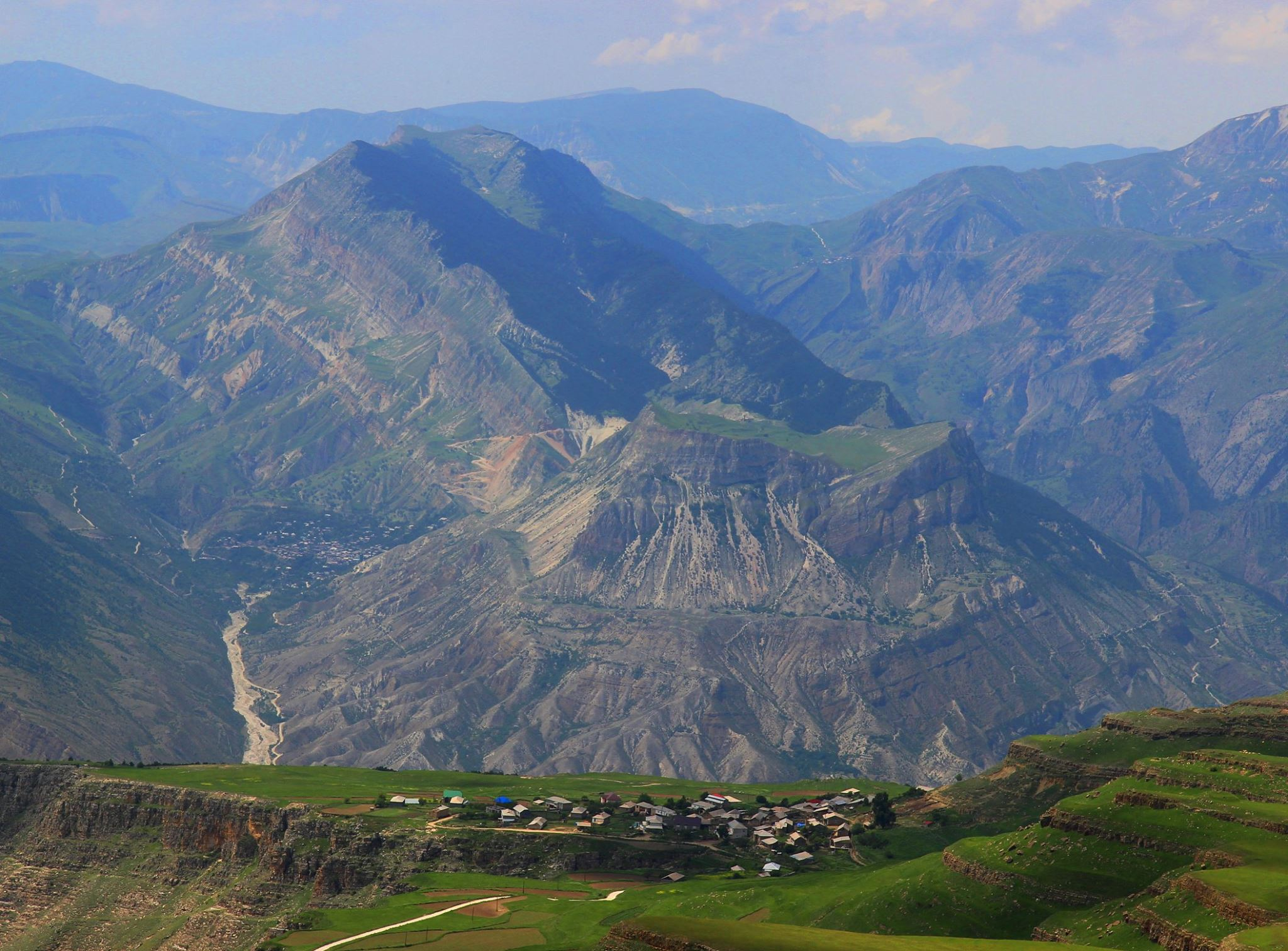
Нижній Арадіріх
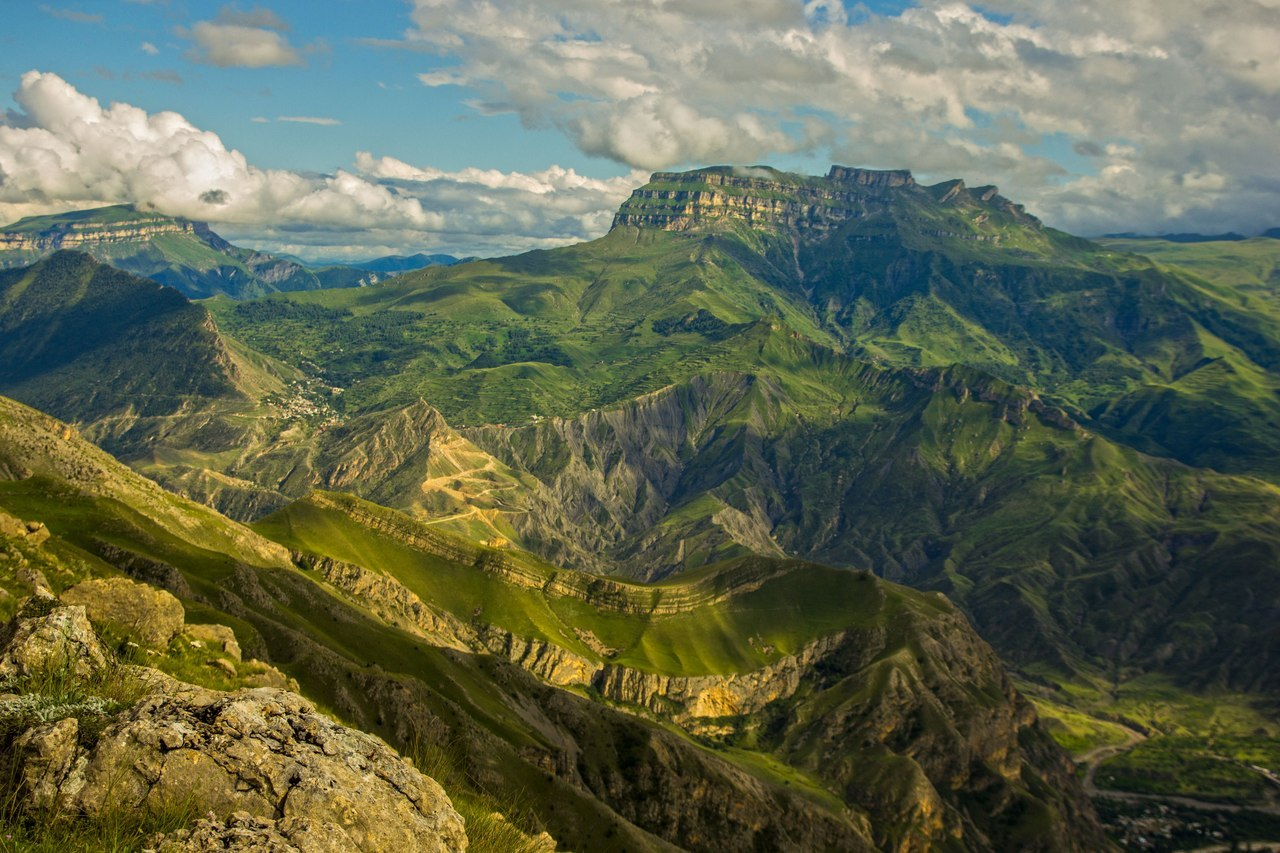
Сідло гора
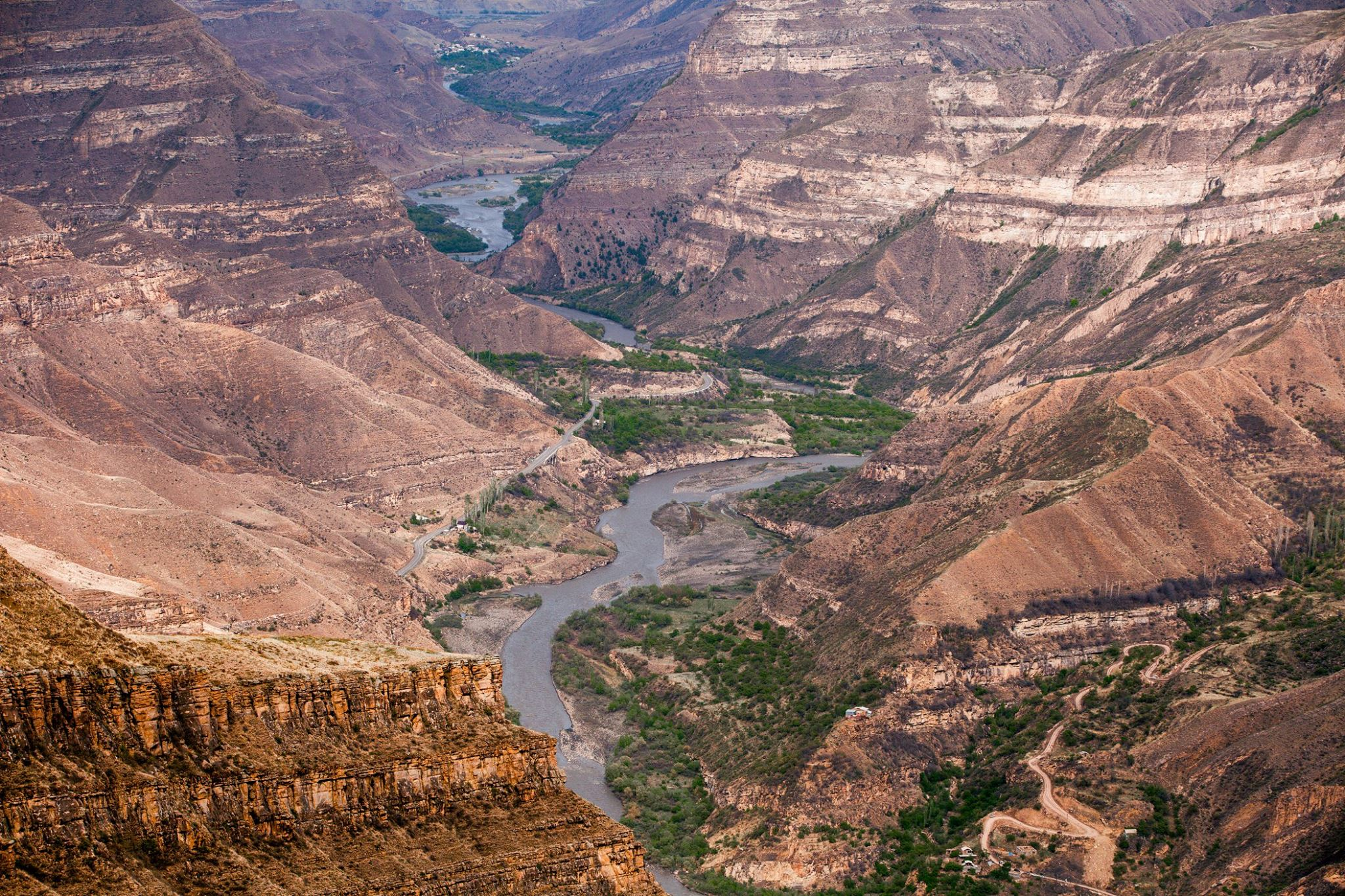
Каньйон у Шамільському районі
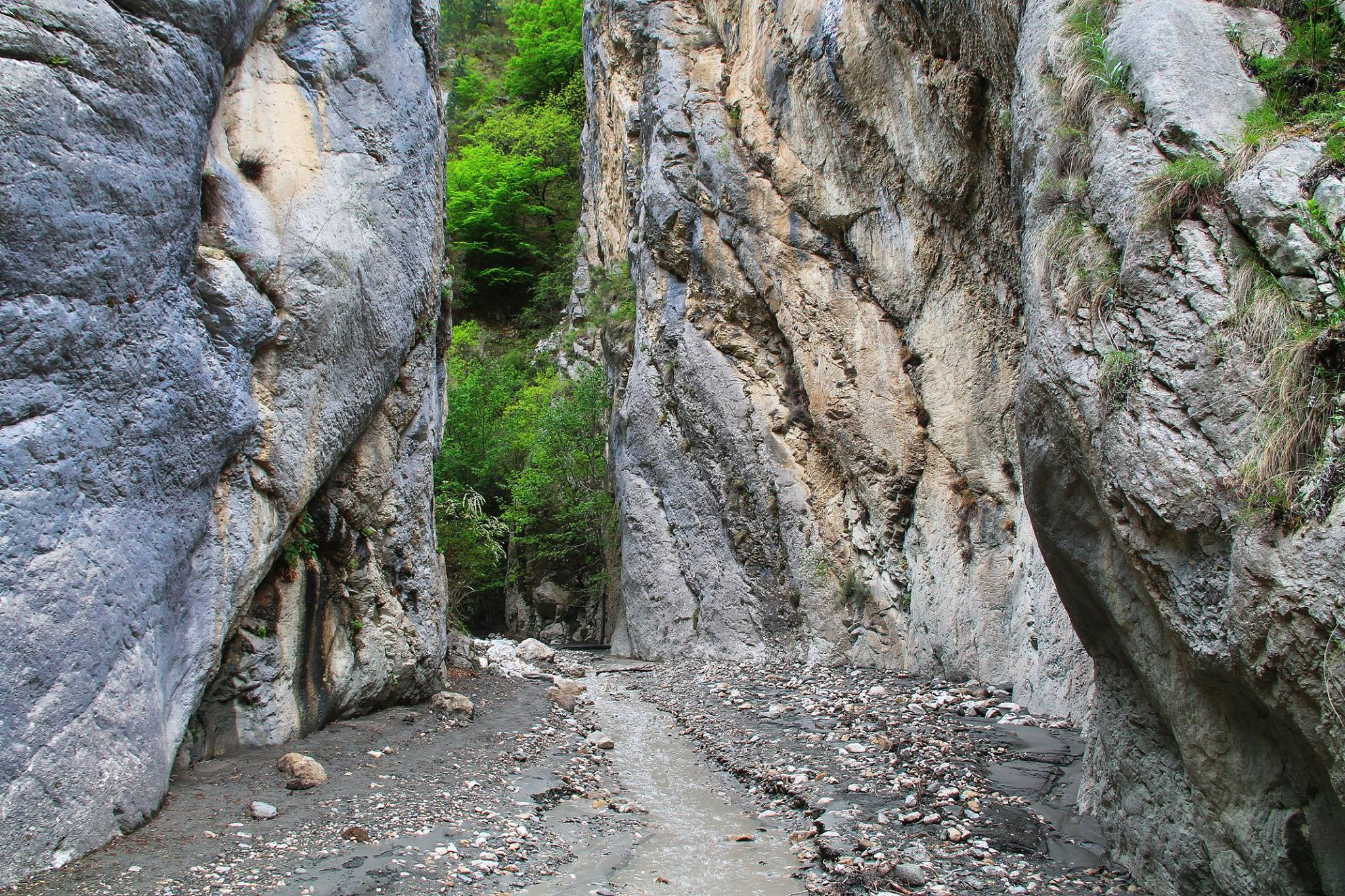
Карадахська тіснина
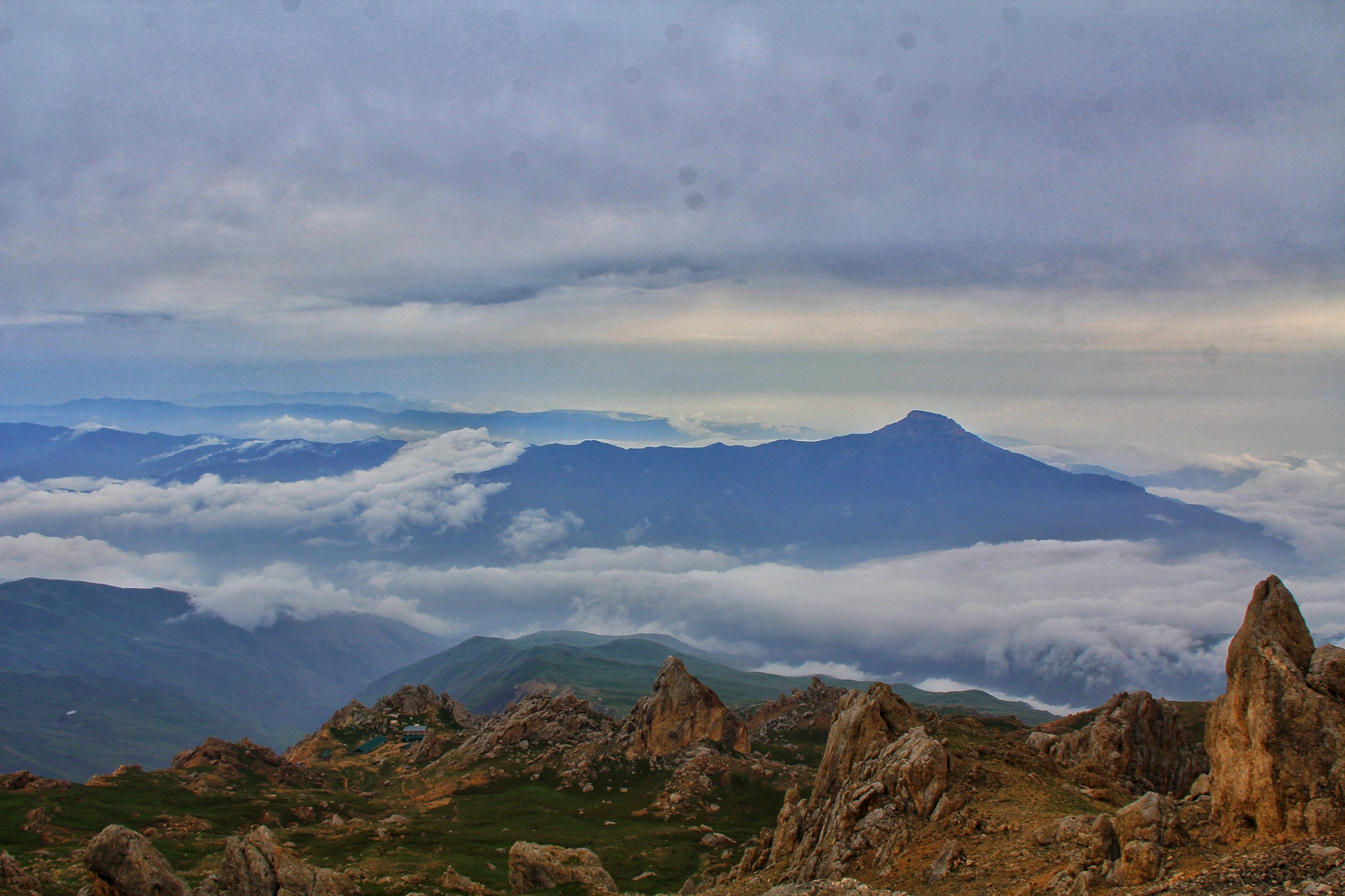
Вершина Шалбуздага

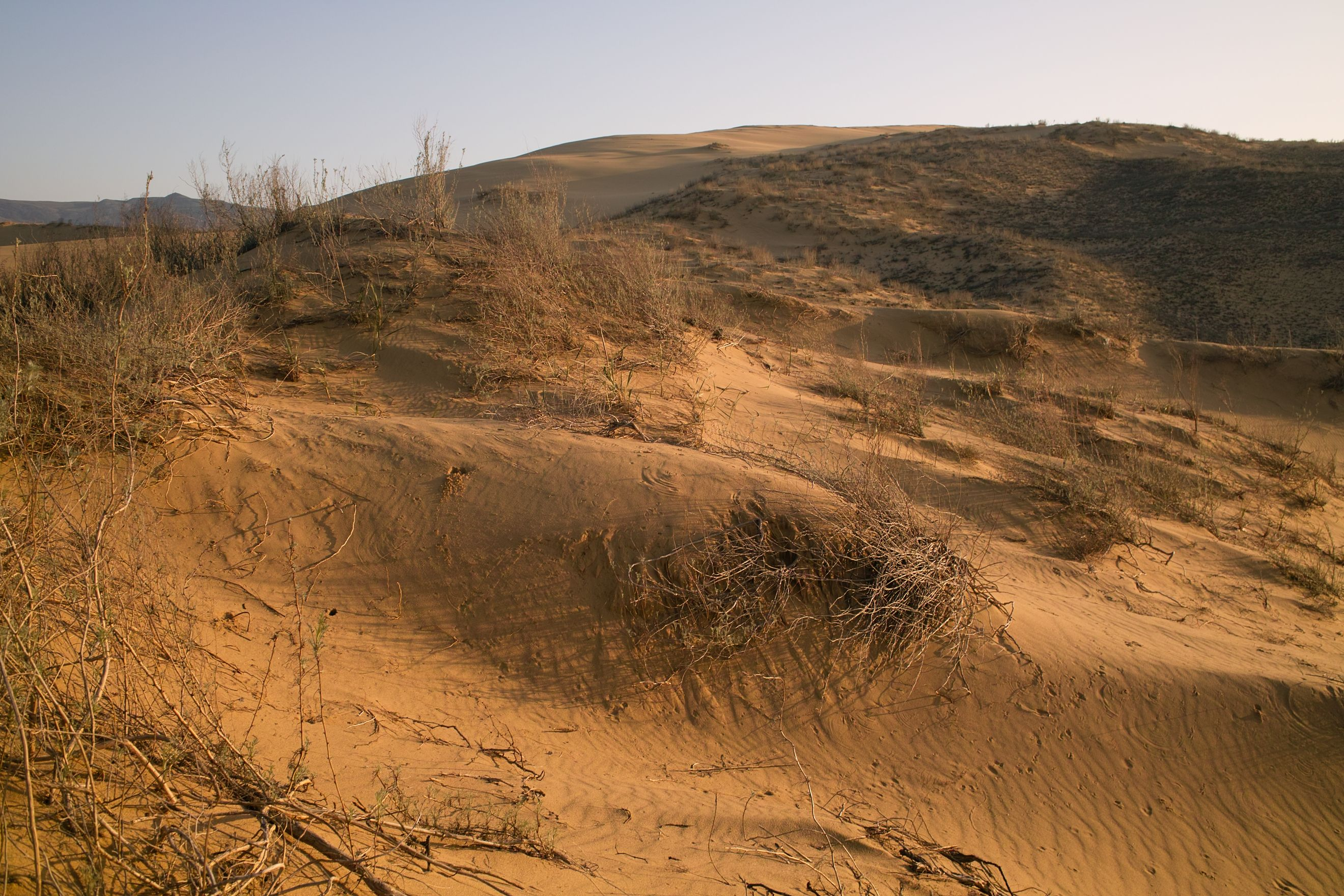
Дюни бархана Сарі-Хум

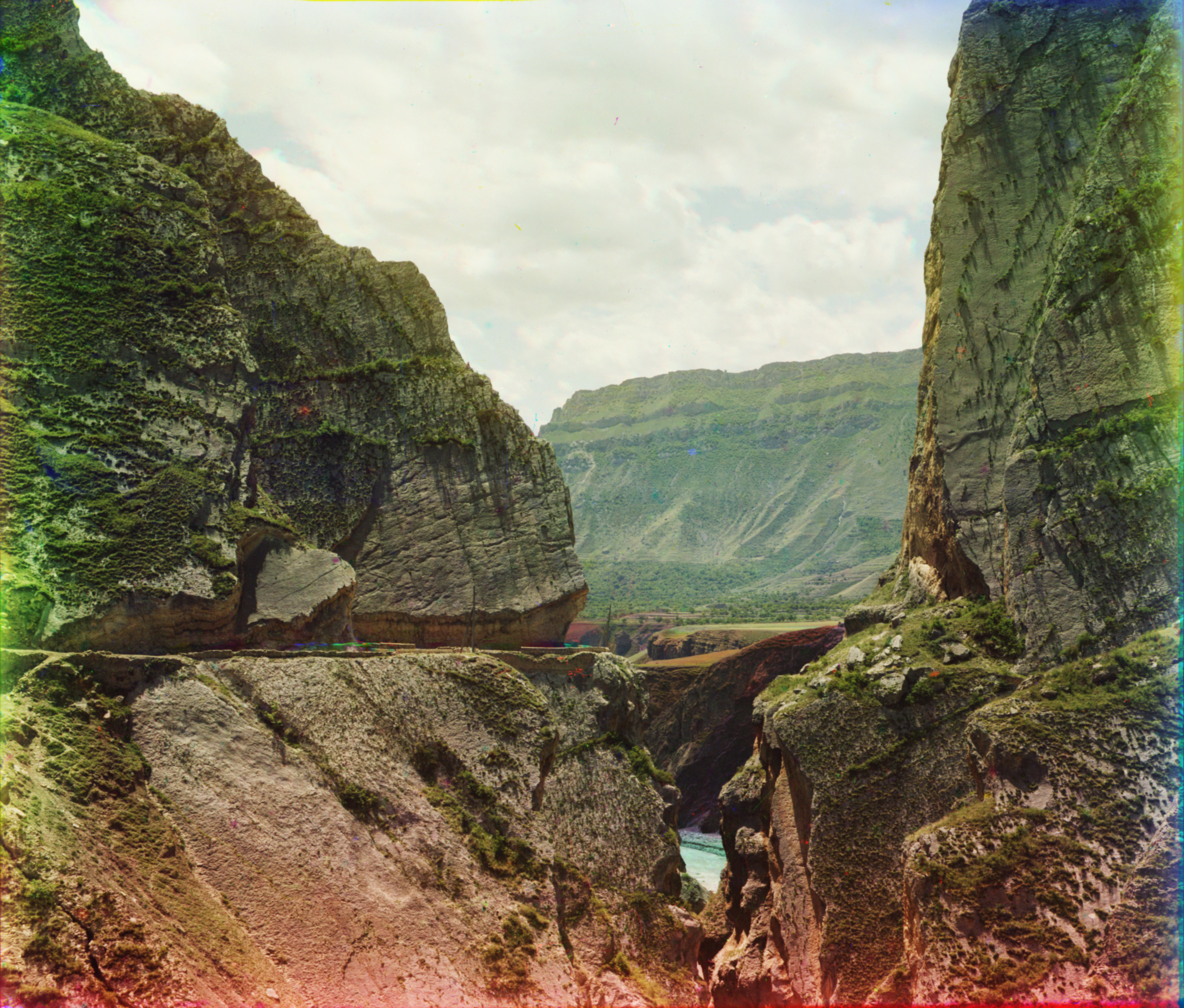
Салтинська ущелина (Салти), Дагестан, квітень 1904 року

Орографія Дагестану своєрідна: 245-кілометрова смуга передгір'їв впирається в поперечні хребти, які облямовують величезною дугою Внутрішнього Дагестана. Дві основні річки вириваються з гір — Сулак на півночі і Самур на півдні. Природними межами гірського Дагестану є: Сніговий і Андійський хребти — до гігантського каньйону Сулака, Гімринський, Лєс, Кокма, Джуфудаг і Ярудаг — між Сулаком і басейном Самура, Головний Кавказький хребет — на південному заході обох басейнів.
Внутрішній Дагестан, в свою чергу, ділиться на середньогірський, платоподібний район і альпійський, високогірний.
Гори займають площу 25,5 тис. км², а середня висота всієї території Дагестану дорівнює 960 м. Найвища точка — Базардюзю (4466 м). Породи, що складають гори Дагестану, різко розмежовані. Головні з них — чорні і глинисті сланці, міцні доломітизовані і слабкі лужні вапняки, а також пісковики. До сланцевих хребтів відносяться Сніговий з масивом Діклосмта (4285 м), Боґос з вершиною Адала-Шухгельмєер (4151 м), Шаліб з вершиною Дюльтидаг (4127 м).
Каспійське узбережжя і велика частина Терсько-Кумської і Терсько-Сулакська низовин лежить на 27 м нижче рівня світового океану.

### Клімат
Клімат на півночі і в центральній частині Дагестану помірно-континентальний і посушливий.
Дагестан підрозділений на три ґрунтово-кліматичні зони:
- гірська — вище 850 (1000) м (площа 2,12 млн га або 39,9 % території)
- передгірна — від 150 (200) до 850 (1000) м (площа 0,84 млн га або 16 % території)
- рівнинна — від –28 до 150 (200) м (2,35 млн га або 43,3 % території)[9].

Середні температури січня — від +4 °C в долинах до -11 °С у високогір'ях, липня — від +30 °С в долинах до +8 °С у високогір'ях. Опадів за рік випадає 200—300 і 600—800 мм відповідно.

### Часовий пояс
| Дагестан знаходиться у часовому поясі Московський час. Зсув відносно UTC становить +3:00. |

### Рослинність
Дагестан в географічному відношенні ділиться на передгірний, гірський і високогірний фізико-географічні пояси, в кожному з них є різні види рослинності. У Дагестані зростають понад 4500 видів вищих рослин, з яких 1100 ендеміків. На рівнині рослинність переважно напівпустельна. В передгірному поясі (починаючи з висоти 600 м) поширені луки і ліси. У субальпійських і альпійських луках переважають костриця, конюшина, астрагал, скабіоза, тирлич тощо. На висоті 3200-3600 м переважають мохи, лишайники і холодостійкі рослини.

## Історія

### Історичні області
Дагестан завжди ділився на історико-географічні області: Аварістан, Агул, Акуша-Дарго, Андія, Аух, Дідо, Кайтаг, Кумикія, Лакія, Лезгистан, Салатавія, Рутульське бекство, Табасаран та інші.

### Палеоліт
Територія Дагестану була населена вже близько 2 мільйонів років тому: стоянка Рубас-1 в Приморському Дагестані (2,2-2,3 млн р. т.), стоянки Айнікаб 1-2, Мухкай 1, Мухкай 2 шар 80 (1,8 млн р. т.), Мухкай 2 шар 129 (від 2,5 до 1,9 млн р. т.), Гегалашур 1-3, Ругуджа в Центральному Дагестані. Більш ніж півмільйона років стоянці Дарвагчай.

### Античність

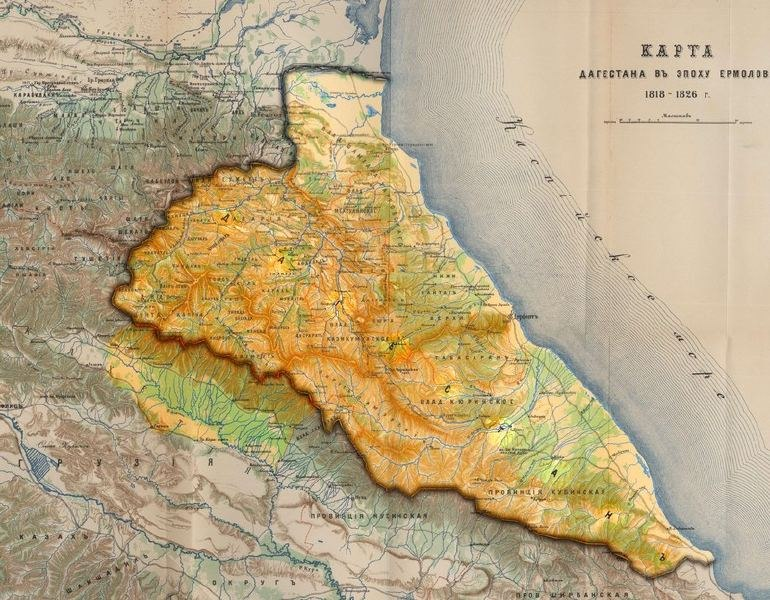
Мапа Дагестану в епоху Єрмолова 1818—1826 рр.

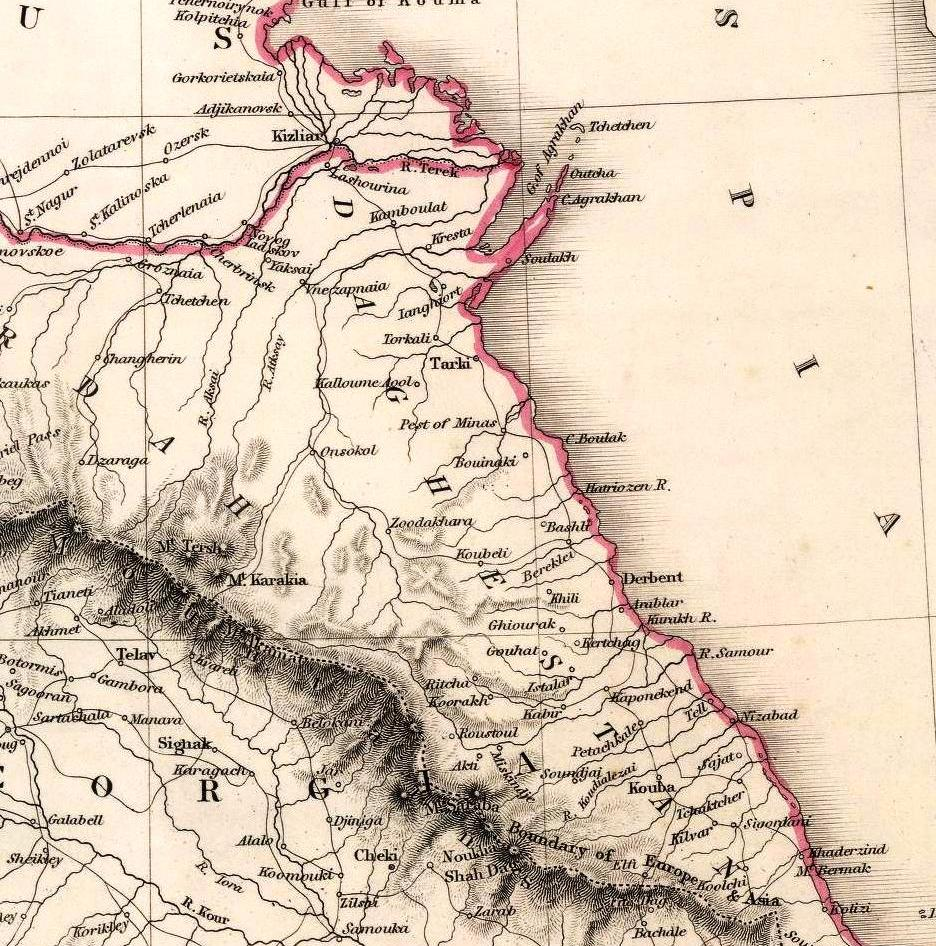
Мапа Дагестану 1847 року

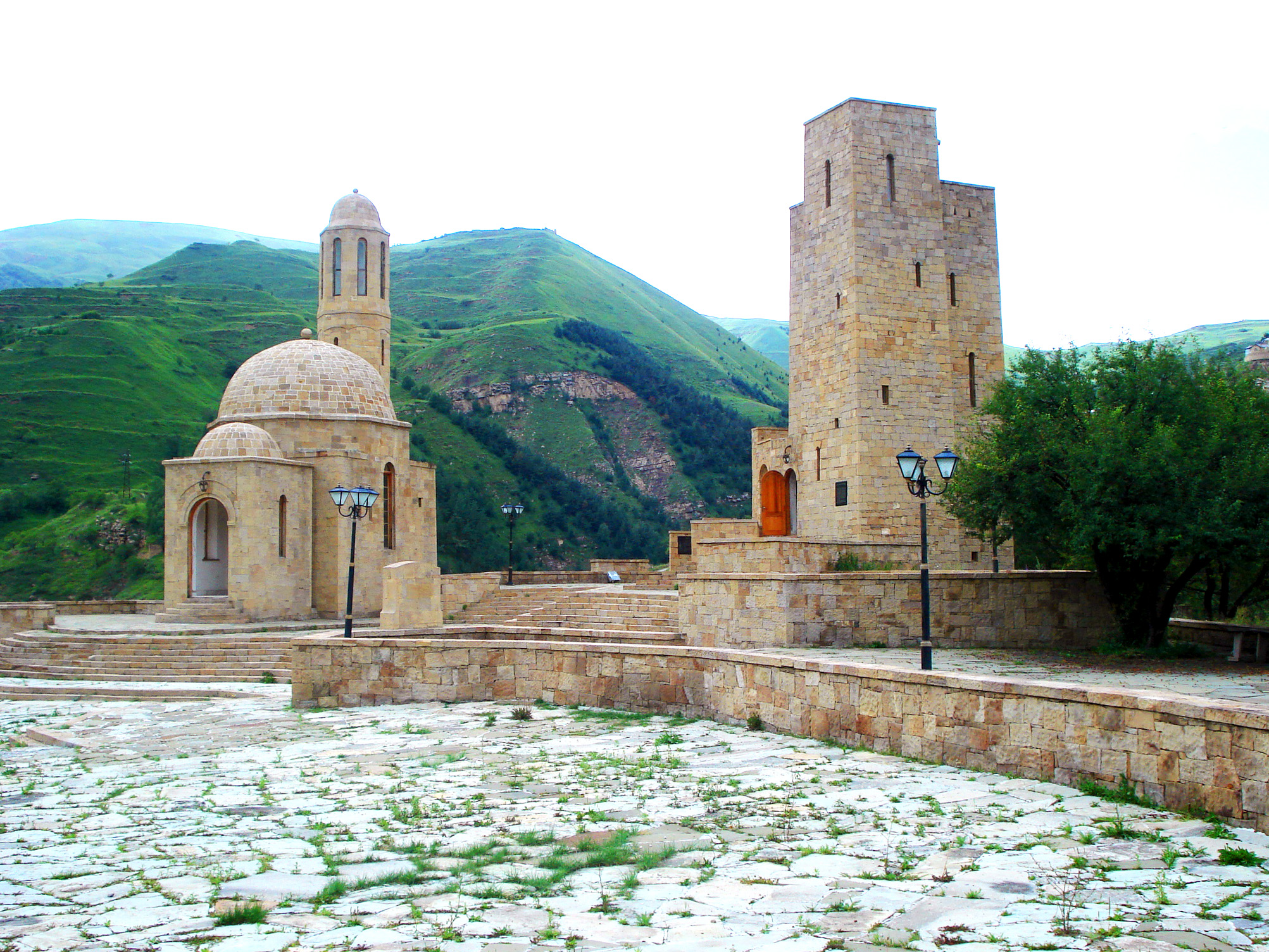
Меморіальний комплекс «Ватан» — присвячений історичному подвигу дагестанців — розгрому орди Надир-шаха в Андалалі 1741 р, який став символом консолідованої міці і незнищенності об'єднаних сил народів Дагестану

- На початку нашої ери південна (гірська) частина сучасного Дагестану була в складі Кавказької Албанії.

### Середні віки
- VI–XI ст. — більша частина гірського Дагестану поєднується під владою ранньофеодального царства Сарір зі столицею в Хунзахі. Династія правителів-християн споріднена з перськими шахиншахами-Сасанідами
- VII—X ст. — північну (рівнинну) частину Дагестану займають хозари
- VII століття — на Східний Кавказ починає проникати іслам
- IX–XI ст. — на південнодагестанських землях від халіфату відокремлюється Дербентський емірат
- Початок XII століття — на руїнах Саріру утворюється мусульманське царство — Шамхальство зі столицею в Казі-Кумухі
- На початку XIV століття воно засвідчене в письмових джерелах як Дагестан
- 1239 р. — вторгнення татаро-монголів у внутрішній Дагестан. Татаро-монгольські загони, пройшовши через Приморську територію, вторглися в Південний Дагестан, а після на територію Шаухальства.
- Кінець XIV століття — горці відбивають навалу Тамерланy. 1395 року Тамерлан проник через Дербентський прохід в дагестанські володіння. Походи його військ супроводжувалися знищенням дагестанського населення, з огляду на те що ряд дагестанських феодалів підтримав противника Тамерлана — Тохтамиша.
- XV століття — у Дагестані остаточно й повсюдно поширюється іслам. Дагестанці починають поширювати іслам на Північному Кавказі[16].

### XVI—XVII сторіччя
- Щонайменше з XVI-го сторіччя на території Дагестану починається піднесення і домінація держави Тарковського шамхальство (первинна форма Шевкальство)[17][18][19][20], в стані васалітету до якого в різний час перебували інші дагестанські державні утворення (Газікумухське, Кайтазьке, Аварське тощо)[19][20].
- 1577 р — астраханський воєвода Лук'ян Новосильцев заклав фортецю Терки на річці Терек. Ця ж дата є днем народження Терського козачого війська.
- 1594 року був зроблений похід військ царя Федора Івановича на Тарковське шамхальство[21]під командуванням воєводи Хворостиніна з метою затвердити на троні в Тарках свого ставленика. Російські війська взяли Тарки, але виявилися заблокованими військами шамхала. Воєвода Хворостинін, не дочекавшись приходу грузин з претендентом на шамхальство, вирішив покинути Дагестан, і повернутися на Терек, прорвавши блокаду[22]. На Терек повернулася тільки четверта частина загону (всього було понад 2500 чоловік).
- 1601 року — розпочалося повстання лезгин, лакців, рутульців, цахур, кубачинців проти османських загарбників Дагестану.
- 1604 року за царя Бориса Годунова було розпочато похід під командуванням І. Бутурліна. Московські війська штурмом зайняли Тарки і захопили стратегічно важливі об'єкти на території Дагестану. Однак в наступному 1605 роцу ендірейський правитель з роду кумицьких шамхалов Тарковських Султан-Махмуд зумів об'єднати розрізнені сили дагестанських володарів і за підтримкою османської армії і кримських татар витіснив московські гарнізони з займаних ними об'єктів, але запеклий штурм Тарків не увінчався успіхом. Тоді виснажені протиборчі сили вступили до перемовин, за результатами яких османський паша і шамхал зобов'язалися надати вільний вихід московської раті з Тарків на батьківщину, проте останній, порушивши договір[22], з об'єднаними силами дагестанців нагнав 50-тисячну рать Московського царства і на першому ж привалі, оточивши, повністю знищив її раптовою атакою на Караманському полі[23].
- 1616 р. — ендірейський правитель Султан-Махмуд відправив грамоту цареві Михайлу I з проханням щодо прийняття в московське підданство.
- 1621 р. — до Москву прибув син Тарковського шамхала Амір-Мірза з проханням про військову допомогу.
- 1627 р. — цар Михайло Федорович підписав грамоту кумицькому власникові Айдеміру щодо прийняття його в московське підданство.
- 1631 рю — Кайтазький умцій Рустам-хан висловив бажання вступити в московське підданство і направив до московського двору свого посла Джемшида.
- XVII століття — удари московських та іранських завойовників провокують внутрішні смути, у наслідок яких Дагестанське Шамхальство починає розпадатися на долі. Крім того шамхали починають втрачати контроль над республіканськими громадами і їхніми союзами (так званими «вільними суспільствами»).
- В 1668-1669 роках відбувся «перський похід» донських козаків Степана Разіна — пройшовшись територіями туркменів, персів, азербайджанців, козаки розгромили перські війська і флот, в цьому поході зруйновано місто Дербент.
- XVIII століття — проходить у боротьбі дагестанців із імперською Росією й Персією.
- 1717 р. — почався похід на Хіву, в якому брали участь гребенські козаки, а командував загоном князь, житель терського містечка Олександр Бекович-Черкаський. Петро I підписав грамоту кумицькому шамхалу Аділь-Герею Будайчієву щодо прийняття його з усіма підвладними йому улусами в московське підданство з встановленням платні в 3 тисячі рублів.
- 1722–1735 pp. — Друга російсько-дагестанська війна. Російські війська окупують приморський Дагестан. Петро I під час Перського походу зупинився табором біля селища Тарки; тут Імператор отримав три листи з Дербента, одно — від Юзбаши і два — від жителів, в яких вони запрошували Петра I до свого міста; згодом на землях біля селища Тарки, викуплених у Шамхал Тарковського на користь російської держави, було засновано місто Порт-Петровськ (нині Махачкала). Російські війська формально приєднують все узбережжя Каспійського моря (включаючи Гилян і Мазендеран). 28-го липня 1723 року — російська флотилія під командуванням Матюшина заволоділа Баку; за указом Петра I в бакинському гарнізоні було залишено 2 полки солдат (2 382 осіб) під командуванням коменданта міста князя Барятинського. Після смерті Петра I Персія відмовляється від умов договору і знову намагається захопити береги Каспійського моря.
- 1727 р. — аварський володар і кюринські старшини в фортеці «Святий хрест» склали присягу на вірність Росії.
- 1731 р. — андійці прийняли російське підданство.
- 1734, 1736, 1741–1743 рр. — навали Надір-Шаха на Дагестан і його розгром об'єднаними військами дагестанців під проводом Ахмед-Хана Мехтулінського і Муртазалі — Хана, в Андалало-Турчідагській битві.
- 1799 р. — особливої грамотою російського імператора Павла I його підданим визнаний тарковський шамхал Мехті-хан, зведений в чин генерал-лейтенанта з платнею 6 тис. рублів на рік.
- 1801 р. — до російського імператора Олександра I з проханням щодо прийняття в підданство звернулися кайтазький уцмій Разі-бек, табасаранський володар Суграб-бек, дербентські хани Хасан-Алі і Шейх-Алі.
- 1803 р. — Почалося будівництво Військово-Грузинської дороги.
- 1806 р. — делегація Дідойського союзу 12-ти сільських товариств-аулів звернулася до військового російського командуванню в м. Телаві з проханням щодо прийняття в російське підданство.
- 1811 р. — документально оформлено прийняття в російське підданство Ахтипаринського, Докузпаринського і Алтипаринського вільних суспільств.
- 1813 р. — боротьба Ірану з Росією завершується за умовами Гюлистанського миру відмовою Ірану від своїх домагань на Східний Кавказ і Центральне Закавказзя.
- Початок 20-х років XIX століття — завершується завоювання російськими військами дагестанських феодальних володінь (Шамхальство Тарковське, Казікумухське ханство, Мехтулінське ханство, Аварське нуцальство, Кайтазьке уцмійство, Табасаранське маасумство)
- 1829–1859 рр. — Третя російсько-дагестанська війна під предводительством трьох імамів переростає у Велику Кавказьку війну. Держава-імамат на території Дагестану й Чечні.
- 1846 р. — російські війська приступили до будівництва Військово-Ахтинської дороги з Дагестану в Закавказзя.
- 1857 р. — засновано поштове відділення в козацькій слободі Чір-Юрт.
- 1860 р. — утворена Дагестанська область Російської Імперії під військово-народним керуванням.
- 1867 р. — скасування шамхальства Тарковського, на його місці Темір-Хан-Шуринський округ Дагестанської області, титул збережений як почесний дворянський.
- 1877 р. — всенародне повстання у Дагестані.
- 1893 р. — завершено будівництво залізничної гілки Петровськ — Владикавказ.

### У складі Російської імперії

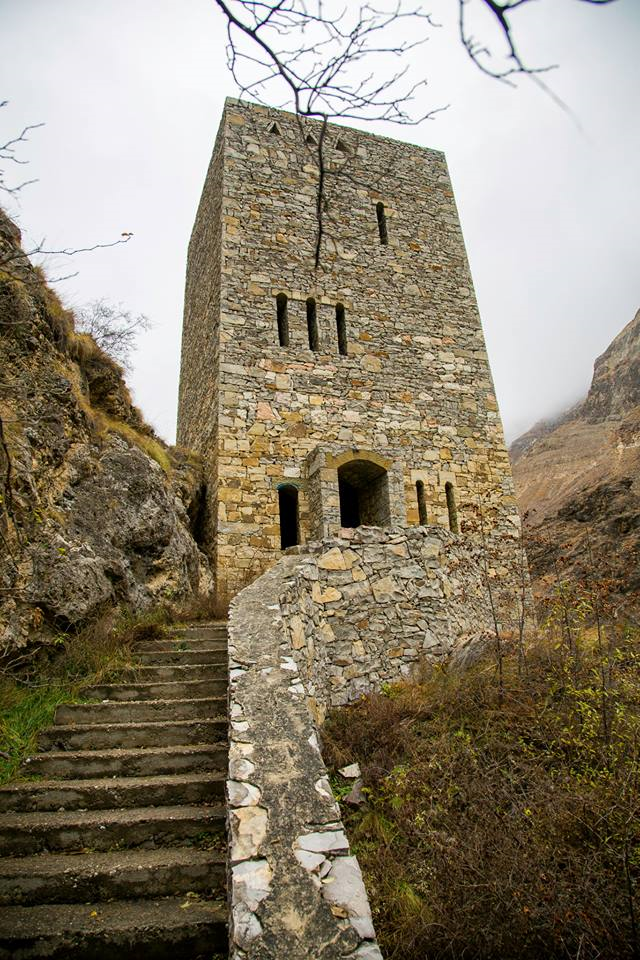
Гімринська вежа. Оборонна вежа в околицях с. Гимри. У цьому місці загинув перший імам Дагестану Газімухаммад 17 жовтня 1832 року в ході Кавказької війни

- 1802 р. — створена Кавказька губернія з центром в станиці Георгіївська. Початок 20-х років XIX століття — завершується приєднання дагестанських феодальних володінь (Тарковське шамхальство, Газікумухське ханство, Мехтулінське ханство, Аварське нуцальство, Кайтазьке уцмійство, Ілісуйський султанат, Табасаранське майсумство) до Росії.
- 1829–1859 рр. — повстання під проводом трьох імамів переростає в Кавказьку війну. Держава-імамат на території Дагестану і Чечні.
- 1851 року в селищі Регужда відбувся з'їзд горців. На цьому з'їзді були обговорені адміністративно-політичні питання у зв'язку з поразкою загонів Шаміля і переходом більшої частини дагестанської сільської верхівки на бік царату.
- 1857 р. — кавказький намісник князь Олександр Барятинський виступив із ставленням до голову Кавказького комітету князя Орлова щодо перетворення укріплення «Петровське» (Махачкала) у фортецю 3-го класу та портове місто.
- 1860 р. — утворена Дагестанська область Російської імперії під «військово-народним управлінням». Того ж року Дагестанська область розділена на чотири відділи: Північний, Південний, Середній і Верхній Дагестан.
- 1866 р. — в Дагестані були ліквідовані ханства і ханська влада, а область була поділена на 9 округів, що розділені на 42 наібства.
- 1877 р. — загальне шаріатське повстання в Дагестані як реакція на початок Російсько-Турецької війни (1877—1878 рр.). Спровоковано вістями про успішну висадку мухаджирів в Абхазії і про настання сина імама Шаміля — маршала османської армії Газі-Мухаммада під Карсом. Основні центри повстання: Ічкерія, Согратль, Казі-Кумух, Цудахар, Телетль, Ассах тощо. Короткострокова реставрація більшості ханств. Незважаючи на перші успіхи (взяття Казі-Кумухської фортеці і знищення російського гарнізону), повстання придушене, основні призвідники страчені, тисячі учасників і підозрюваних з сім'ями вислані в різні регіони Росії (від Карелії до Іркутська).
- 1882 р. — почалася наукова поїздка Дагестаном академіка Дмитра Акчуріна. У Дагестані він досліджує печери, відшукуючи в них сліди первісної людини, вивчає життя і побут місцевих народів.

### Горська республіка

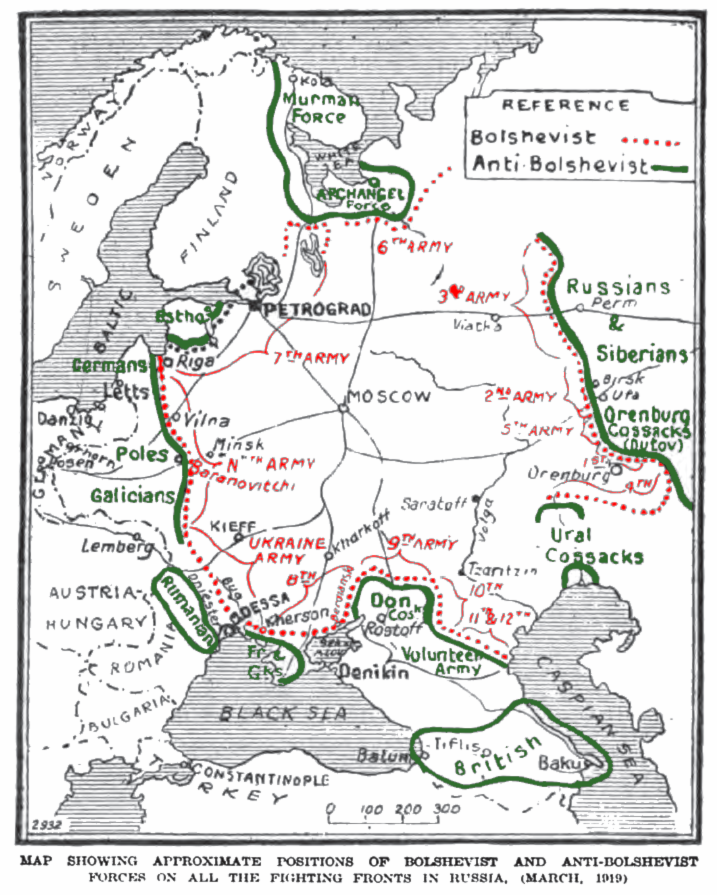
Положення більшовицьких і антибільшовицьких сил в березні 1919 року. Територія Горської республіки зайнята військами добровольчої армії ген. Денікіна

Після Жовтневого перевороту більшовиків в Росії, в листопаді 1917 року була проголошена незалежна Горська республіка, на території Дагестану і гірських округів Терської області Центральним комітетом Союзу об'єднаних горців Північного Кавказу і Дагестану. Цим же рішенням ЦК Союзу об'єднаних горців був перетворений в Гірський уряд.
У зв'язку з поразкою Німеччини і Туреччини в Першій світовій війні і відходом турецьких військ із Закавказзя і Дагестану, Гірський уряд було реорганізовано, і наприкінці 1918 р. горянський з'їзд в Темір-Хан-Шурі затвердив головою коаліційного кабінету Пшемахо Коцева. Були укладені угоди з загоном терських козаків генерала Колесникова, що перебували в Дагестані, і з представником Добровольчої армії в Баку генералом І. Г. Ерделі. За допомогою Грузії, Азербайджана і Антанти було розпочато формування власних загонів. У січні 1919 р. були створені військово-шаріатські суди. Першою головою був обраний Мустафаєв Абдул-Басір хаджі.
Навесні 1919 року Дагестан зайняли війська генерала Денікіна, після чого Гірський уряд заявив про саморозпуск і знову евакуювався в Тифліс. Горська республіка припинила своє існування.

### Північно-Кавказький емірат

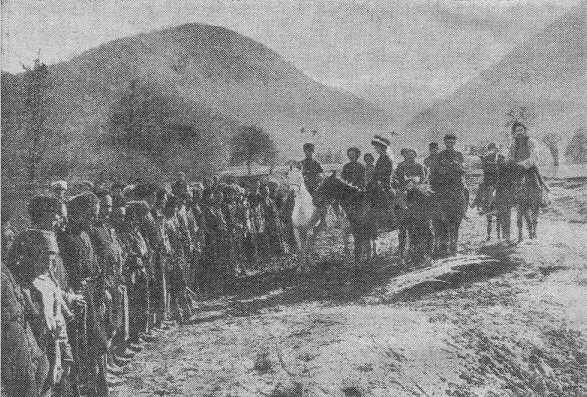
Узун-Хаджі приймає парад військ Емірства

Після заняття Чечні і Дагестану військами ЗСПР в квітні 1919 р. Узун-Хаджі став збирати загони добровольців для надання допомоги у звільненні Чечні. 22 травня 1919 року в зв'язку з заняттям військами ЗСПР Дагестану, була припинена діяльність уряду Горської Республіки. Узун-Хаджі, зібравши своє військо, пішов у гори на кордоні Чечні і Дагестану. Наприкінці травня 1919-го в селі Ботлих він зібрав великий маджліс, де за пропозицією аліма з селища Гагатлі Саїд-Магомеда, Узун-Хаджі був обраний еміром Дагестану і Чечні.
9 вересня 1919 року, на нараді за участю представників чеченського і дагестанського духовенства було оголошено про створення Північно-Кавказького емірату на чолі з еміром Узун-Хаїр Хаджі-Ханом. У розпорядженні прем'єр-міністра уряду емірату Іналука Дишинського — Арсанукаєва, виданому в вересні 1919 р., було оголошено, що «Північно-Кавказьке емірство є самостійною шаріатською монархією на чолі з еміром Узун-Хаїр-Хаджі-Ханом, але під протекторатом Халіфа мусульманського еміра Його Величності Оттоманського імператора Магомета-Ваххіддіна-VI». У цьому документі Горська Республіка називалася міфічною республікою, яка не має опори в народі.
Наприкінці березня 1920 року більшовики направили вже важко хворому Узун-Хаджі лист, в якому говорилося: «Після переговорів з Вашими представниками нам стало відомо, що вони приймають Радянську владу. Якщо і Ви приймаєте цю владу як імам Чеченістана і Дагестану, то оголосіть про це народам, і тоді між нами встановляться дружні відносини. Зважаючи на це Радянська влада визнає Вас як Імама і духовного лідера глави мусульман Північного Кавказу. Ви теж після цього, як оголосите народам про ваше ставлення до Радянської влади, повинні залишити свої посади і надати свої обов'язки самому народу. Ваші організації повинні бути розпущені. Це право має передаватися Центральному партійному керівництву. Що стосується фінансових справ, то це вирішиться після отримання інструкції від Центру. У всякому разі, Радянська влада не торкатиметься Вашого святого Корану і релігії. Про все це Вам розтлумачать Ваші представники». Узун-Хаджі відмовився прийняти ці умови більшовиків і через кілька днів після отримання листа, 30 березня 1920 р., він помер.
Після Узун-Хаджі титул еміра прийняв житель села Інхо шейх Дервіш Мухаммад, але кілька днів по тому Північно-Кавказький емірат перестав існувати.

### Радянські часи

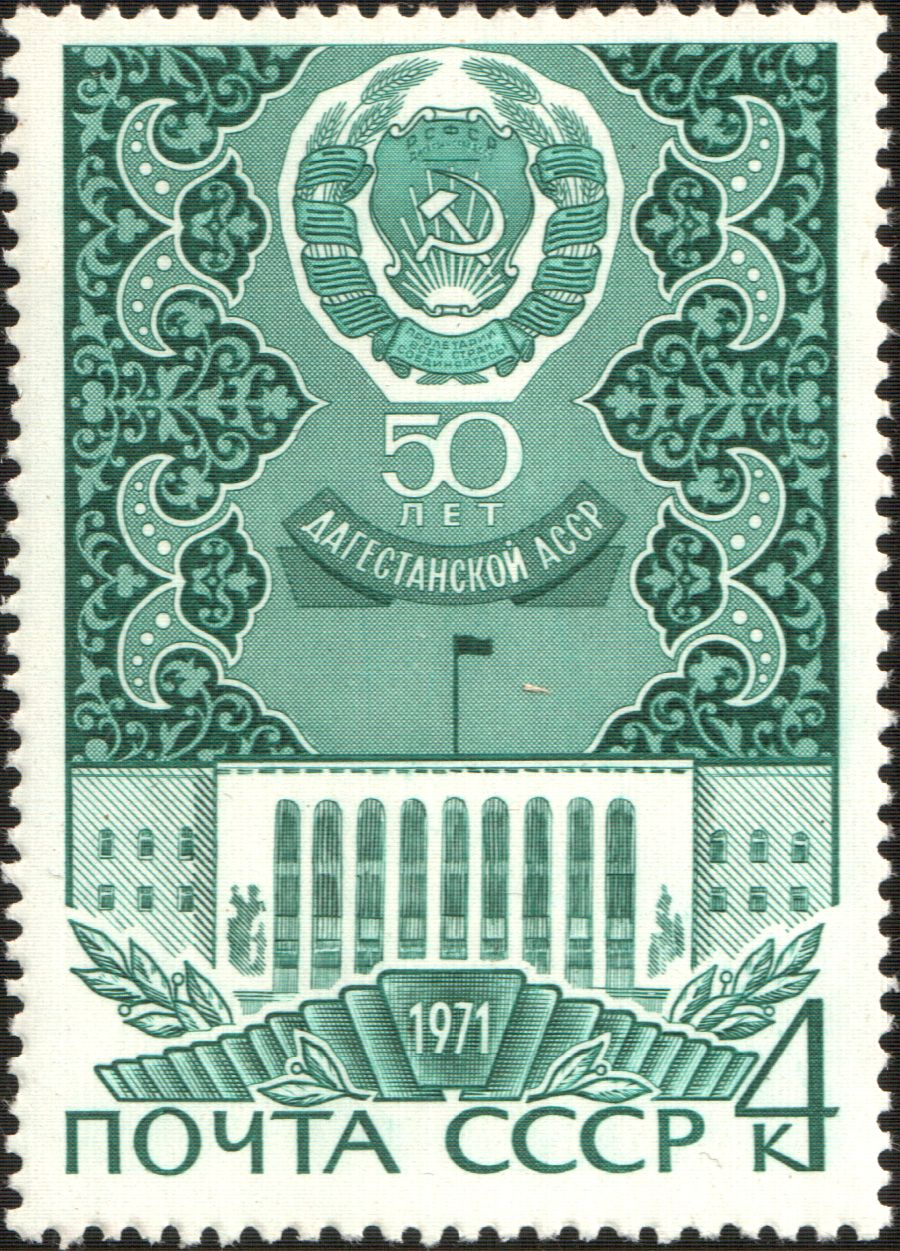
Марка «50 лет Дагестанской АССР». Пошта СРСР 1971 р.

- 20 січня 1921 р. — декретом ВЦВК утворена Дагестанська АРСР, натхненником чого був Джелал-ед-Дін Коркмасов. Цим же декретом до складу Дагестану включений Хасав'юртівський округ Терської області. Постановою ВЦВК від 16 листопада 1922 року ДАССР передавалися Кізлярський округ і Прикумський повіт Терської області.
- У 1920—1922 роки в Дагестані була створена система шаріатських судів: в самому низу були «шаріатські трійки» з двох членів і голови (дібір, мулла) в окремих селищах і містах (дрібні цивільні, спадкові, кримінальні і поземельні позови), вище знаходилися окружні шарсуди (апеляції на рішення «шаріатських трійок», цивільні і спадкові суперечки, справи щодо розподілу майна на суму до однієї тисячі рублів, поземельні тяжби між селищами, вбивства та інші тяжкі злочини), касаційною інстанцією для шарсудов всіх рівнів служив з 1922 року Шаріатський підвідділ при Наркомюсте ДАССР, а контроль за роботою сільських і окружних шарсудов був доручений окружним слідчим комісіям[26]. Паралельно була створена система радянських народних судів — цивільні і кримінальні позови проти немусульман, а також звинувачення немусульманами мусульман у скоєнні кримінальних злочинів, а також позови між мусульманами в тих випадках, коли хоча б одна зі сторін відмовлялася звертатися до шарсуду, а з 1923 року також справи щодо вбивств і кровної помсти[27]. 1927 року шаріатські суди в Дагестані були остаточно закриті, а 1928 року статті 203—204 Кримінального кодексу РРФСР прирівнювали відправлення шаріатського правосуддя до кримінальних правопорушень, за які належало ув'язнення в таборі терміном на один рік[28].

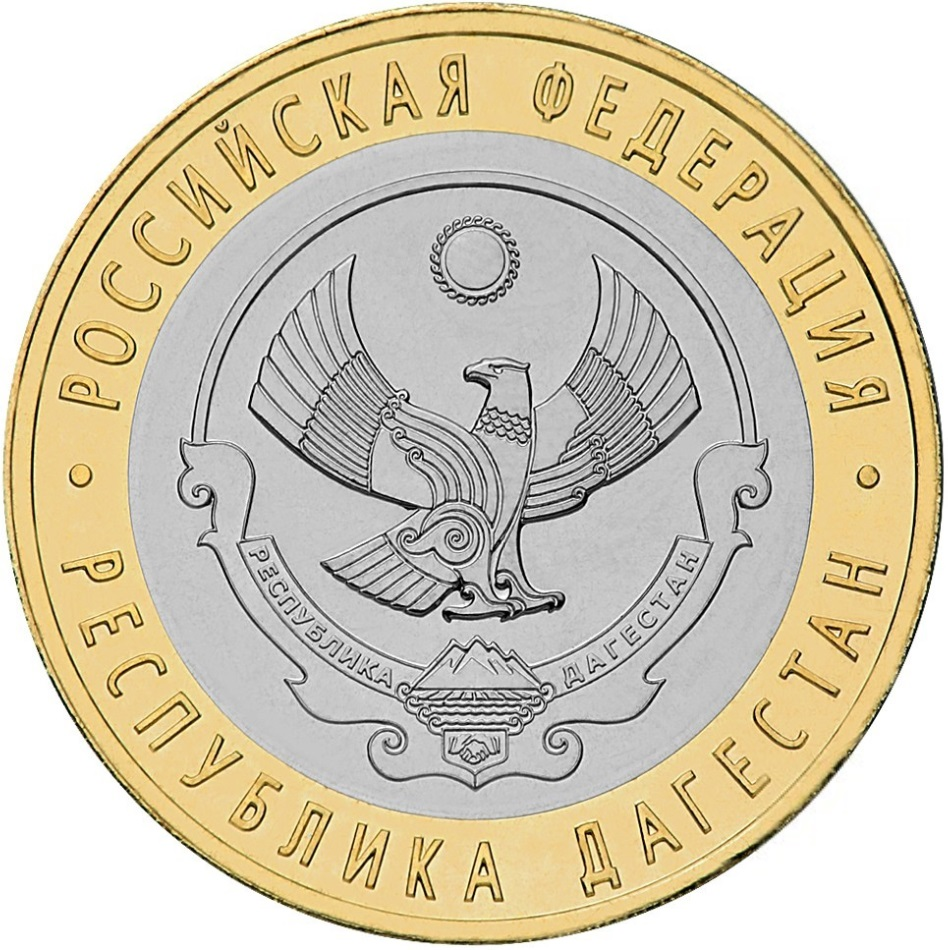
«Республика Дагестан». Реверс пам'ятної монети Банку Росії

- 1929 року була проведена адміністративна реформа, в результаті якої замість 10 округів було утворено 28 районів.
- 1937 року на підставі Конституції СРСР була прийнята нова Конституція Дагестанської АРСР.
- 1944 р. — створення Духовного управління мусульман Північного Кавказу (ДКМПК) на чолі з муфтієм, резиденцією якого стало місто Буйнакськ.
- 1957 року Кізлярський і Тарумовський райони зі складу Ставропольського краю передані до складу ДАРСР.
- Серпень 1987 р. — обрано Голову Президії Верховної Ради Дагестанської АРСР (вища посадова особа Республіки Дагестан) — Магомедалі Магомедович Магомедов.
- 1990 р. — утворення Духовного управління мусульман Дагестану через розпад Духовного керування мусульман Північного Кавказу
- 24 квітня 1990 р. — обрано Голову Верховної Ради Дагестанської АРСР (вища посадова особа Республіки Дагестан) — Магомедалі Магомедович Магомедов.

### У складі Російської Федерації

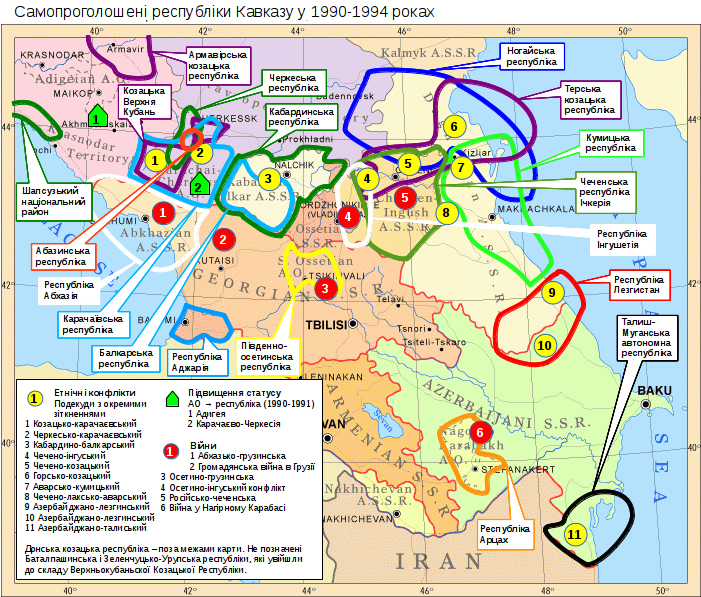
Самопроголошені республіки та етнічні конфлікти в Дагестані на початку 1990-х

- 17 вересня 1991 р. — перейменування в Дагестанську РСР[29][30], а 17 грудня 1991 р. — у Республіку Дагестан.
- 26 липня 1994 р. — Обрано Голову Державної Ради Республіки Дагестан (вища посадова особа Республіки Дагестан) — Магомедалі Магомедович Магомедов.
- 1994 р. — ухвалена Конституція Республіки Дагестан.
- 1996 р. — захоплення заручників бойовиками Салмана Радуєва в Кизлярі. Підрив терористами житлового будинку в Каспійську[31].
- 21 травня 1998 р. — у Махачкалі салафіти — прихильники братів Хачилаєвих захопили будинок уряду й Держради республіки
- 1999 р. — Вахабітське повстання у Західному й Центральному Дагестані, один із духовних надхненників повстання — Шейх Багаутдін Мухаммад. Вторгнення чеченських сепаратистів в Дагестан і їх подальший розгром. Терористичні акти сепаратистів проти цивільного населення, найкровопролитнішим з яких став вибух 5-поверхового будинку в Буйнакську.
- 2002 р. — вибух військового ансамблю на святкуванні 9 травня в Каспійську[32]. За період з 2002 року по теперішній час учасниками релігійно-екстремістського підпілля Дагестану здійснені десятки терористичних актів
- 27 серпня 2003 — вбивство Міністра з національної політики, інформації та зовнішніх зв'язків Дагестану Магомедсаліха Гусаєва[33].
- 2005 p. — Посилення партизанської активності салафітських формувань. Замахи й діверсії проти правоохоронних структур і армійських з'єднань. Через рік ситуація нормалізувалася.
- 2006 р. — Магомедалі Магомедович Магомедов склав повноваження вищої посадової особи Республіки, зважаючи на погіршення здоров'я. За пропозицією М. М. Магомедова першим президентом Республіки В. В. Путін призначає Муху Гімбатовича Алієва.
- 2009 р. — вбивство Міністра внутрішніх справ Дагестану Адильгерея Магомедтагирова[34]. Суттєве посилення партизанської активності салафітських формувань
- 11 лютого 2010 р. — Алієв Муху Гімбатович склав повноваження Президента Республіки Дагестан. За пропозицією Муху Гімбатовича на пост президента Республіки Дагестан Д. А. Медведєв призначає Магомедова Магомедсалама Магомедалієвича.
- 28 серпня 2010 року було підписано Угоду № 1416-р про делімітацію кордону між Російською Федерацією і Республікою Азербайджан, а також про раціональне використання та охорону водних ресурсів річки Самур, за яким стік річки Самур був розділений між Росією і Азербайджаном 50 на 50. Раніше Азербайджан забирав 90 % стоку Самура[35]. Крім того, два села Магарамкентського району Дагестана Храх-Уба і Урьян-Уба, що утворилися на територіях, які Дагестан отримав в Азербайджані в тимчасове користування землі для зупинки худоби, що переганялася на зимові пасовища, відійшли до Хачмазького району Азербайджана разом з лезгинами — громадянами Російської Федерації[36]. У травні 2013 року ще три великі дагестанські ділянки пасовищних угідь в Докузпаринському районі були передані Азербайджанові[37].

## Населення

### Демографія
Чисельність населення — 2621,8 тис. осіб (2005). Сільське населення становить 57,3 % (2005), а питома вага міського населення становить 42,7 % (2005). Щільність населення — 52,1 осіб/км² (2005). За даними уряду республіки, поза її межами постійно проживає понад 700 тисяч дагестанців.
Народжуваність — 19,5 на тисячу населення (3 місце в Російській Федерації, після Інгушетії і Чечні), народжуваність за 2010 рік — 18,8 на 1 тис. осіб. Середнє число дітей на одну жінку — 2,13.
Згідно з попередніми офіційними даними перепису населення 2010 року населення Дагестану в порівнянні з 2002 роком зросла на 15,6 % і досягло 2977,4 тис. осіб. Частка міського населення зросла з 42,8 до 45,3 %. Частка чоловіків і жінок залишилася стабільною (частка чоловіків знизилася на 0,1 % і склала 48,1 %).
Дагестан показав найвищі темпи приросту населення серед регіонів Росії. Завдяки цьому Республіка за 2002—2010 роки обігнала багато великих регіонів (Красноярський край, Волгоградську область, Пермський край тощо). На 2017 рік Дагестан займає 13 місце в Росії за чисельністю населення суб'єктів Російської Федерації.

### Національний склад

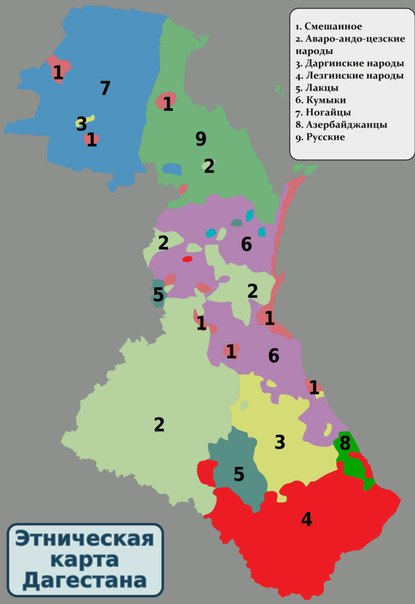
Етнолінгвістична мапа Дагестану

Дагестан є найбагатонаціональнішою республікою Росії. Державними мовами Республіки Дагестан є російська мова і мови народів Дагестану. Лише 14 мов Дагестану мають писемність, а решта є безписемними. Тутешні народи говорять мовами чотирьох основних мовних груп Дагестану.
98 % віруючих — мусульмани.
| Народ                                         | Чисельність, 2002, тис. | Чисельність 2010 року тис. чол. |
| --------------------------------------------- | ----------------------- | ------------------------------- |
| Аварці ▲                                      | 758,4 (29,4 %)          | 850,011                         |
| в тому числі Андійці                          | 21,3 %                  |                                 |
| в тому числі Дідойці                          | 15,2 %                  |                                 |
| в тому числі Ахвахці                          | 6,4 %                   |                                 |
| в тому числі Бежтінці                         | 6,2 %                   |                                 |
| в тому числі Каратінці                        | 6,0 %                   |                                 |
| Даргинці ▲                                    | 425,5 (16,5 %)          | 589,386                         |
| Кумики ▲                                      | 365,8 (14,2 %)          | 496,457                         |
| Лезгини ▲                                     | 336,7 (13,1 %)          | 476,228                         |
| Лакці ▲                                       | 139,7 (5,4 %)           | 178,630                         |
| Азербайджанці ▲                               | 111,7 (4,3 %)           | 130,9                           |
| Табасарани ▲                                  | 110,2 (4,3 %)           | 118,9                           |
| Росіяни ▼                                     | 120,9 (4,7 %)           | 104,0                           |
| Чеченці ▲                                     | 87,9 (3,4 %)            | 93,7                            |
| Ногайці ▲                                     | 36,2 (1,4 %)            | 40,4                            |
| Агули ▲                                       | 23,3 (0,9 %)            | 28,1                            |
| Рутульці ▲                                    | 24,3 (0,9 %)            | 27,8                            |
| Цахури ▲                                      | 8,2                     | 9,8                             |
| Вірмени ▼                                     | 5,7                     | 5,0                             |
| Татари ▼                                      | 4,7                     | 3,7                             |
| Євреї ▲                                       | 1,5                     | 1,7                             |
| Українці ▼                                    | 2,9                     | 1,5                             |
| Гірські євреї ▼                               | 1,1                     |                                 |
| показані народи з чисельністю понад 1000 осіб |                         |                                 |

До 40-х років XX століття в Дагестані на території Бабаюртівського, Хасав'юртівського і Кізлярського районів проживало близько 6 тис. німців. Найбільшими колоніями їх були — Романівка, Ейгенгейм, Вандерлоо № 1, Леніндорф, Неї-Гоффнунг. Всіх німців після початку німецько-радянської війни вислали в Казахську РСР і Середню Азію.
До числа аварців включені споріднені з ними андо-цезькі народи і арчинці. Також до числа даргинців включені споріднені з ними кайтагці і кубачинці.
До 20-х років XX сторіччя все Гірське населення Дагестану за винятком кумиків називали лезгинами, кумиків ж іменували дагестанськими татарами. Починаючи з 1920 року загальнодагестанський етнонім гірських народів перейшов кюринцям — жителям Південного Дагестану.
До 1930-1940-х років мовою міжнаціонального спілкування в північній, рівнинній та передгірській частині Дагестану була тюркська (азербайджанська або кумицька) мова, але з плином часу стався плавний процес переходу до російської. Нині російська мова є рідною для багатьох неросійських жителів Дагестану.
Російське населення Дагестану, ще в середині XX століття становило близько п'ятої частини населення республіки, нині істотно скоротилося і в абсолютному і у відносному вираженні, і проживає в основному в містах Махачкала, Кизляр, Каспійськ, Буйнакськ, Дербент, Хасав'юрт, а також в Кізлярському і Тарумовському районах. При цьому тільки в Кизлярі (історично розвивався як російське місто) росіяни є найбільшою національною групою, хоча вже не становлять в ньому абсолютної більшості.
Чеченське населення проживає переважно в місті Хасав'юрт, Хасав'юртівському і Новолакському районах, в меншій мірі в Казбеківському і Кизилюртівському районах.
Національний склад населення районів та міст за даними перепису 2010 р.
|                           | населення (2010) | аварці | даргинці | кумики | лезгіни | лакці  | азербайджанці | табасарани | росіяни | чеченці | ногайці | агули  | рутульці |
| ------------------------- | ---------------- | ------ | -------- | ------ | ------- | ------ | ------------- | ---------- | ------- | ------- | ------- | ------ | -------- |
| Дагестанські Огні         | 27 923           |        | 6,6 %    |        | 17,9 %  |        | 23,2 %        | 46,2 %     | 1,1 %   |         |         | 3,1 %  |          |
| Дербент                   | 119 200          |        | 5,6 %    |        | 33,7 %  |        | 32,3 %        | 15,8 %     | 3,7 %   |         |         | 3,2 %  |          |
| Ізбербаш                  | 55 646           | 3,5 %  | 64,9 %   | 15,1 % | 7,8 %   | 2,5 %  |               |            | 3,7 %   |         |         |        |          |
| Каспійськ                 | 100 129          | 14,6 % | 20,7 %   | 9,7 %  | 21,4 %  | 14,3 % |               | 5,4 %      | 9,0 %   |         |         | 1,7 %  | 1,2 %    |
| Кизилюрт (м/о)            | 43 421           | 71,7 % | 2,3 %    | 12,5 % | 2,4 %   | 5,0 %  |               |            | 3,5 %   |         |         |        |          |
| Кизляр (м/о)              | 51 707           | 20,1 % | 14,4 %   | 5,3 %  | 4,7 %   | 3,6 %  | 1,5 %         | 1,6 %      | 41,0 %  |         | 1,2 %   |        | 1,6 %    |
| Махачкала (м/о)           | 696 885          | 26,7 % | 15,3 %   | 19,2 % | 12,7 %  | 12,4 % |               | 2,0 %      | 5,4 %   |         |         |        | 1,2 %    |
| Хасав'юрт                 | 131 187          | 30,7 % | 4,1 %    | 28,1 % | 1,6 %   | 3,3 %  |               |            | 2,3 %   | 28,5 %  |         |        |          |
| Южно-Сухокумськ           | 10 035           | 46,1 % | 21,1 %   | 4,8 %  | 10,4 %  | 9,2 %  |               |            | 4,2 %   |         |         |        |          |
| Буйнакськ                 | 62 623           | 45,8 % | 6,3 %    | 30,8 % |         | 6,8 %  |               |            | 7,0 %   |         |         |        |          |
| Агульський район          | 11 204           |        | 5,9 %    |        |         |        |               |            |         |         |         | 92,5 % |          |
| Акушинський район         | 53 558           |        | 96,0 %   |        |         | 3,2 %  |               |            |         |         |         |        |          |
| Ахвахський район          | 22 014           | 99,4 % |          |        |         |        |               |            |         |         |         |        |          |
| Ахтинський район          | 32 604           |        |          |        | 98,5 %  |        |               |            |         |         |         |        |          |
| Бабаюртівський район      | 45 701           | 20,3 % | 6,1 %    | 48,3 % |         |        |               |            |         | 6,1 %   | 16,5 %  |        |          |
| Ботліхський район         | 54 322           | 95,1 % |          |        |         |        |               |            | 3,1 %   |         |         |        |          |
| Буйнакський район         | 73 402           | 23,5 % | 13,4 %   | 61,1 % |         |        |               |            |         |         |         |        |          |
| Гергебільський район      | 19 910           | 99,2 % |          |        |         |        |               |            |         |         |         |        |          |
| Гумбетівський район       | 22 046           | 98,6 % |          |        |         |        |               |            |         |         |         |        |          |
| Гунібський район          | 25 303           | 96,4 % | 2,5 %    |        |         |        |               |            |         |         |         |        |          |
| Дахадаєвський район       | 36 709           |        | 99,0 %   |        |         |        |               |            |         |         |         |        |          |
| Дербентський район        | 99 054           |        | 7,9 %    |        | 18,8 %  |        | 58,0 %        | 9,9 %      |         |         |         | 2,2 %  |          |
| Докузпаринський район     | 15 357           |        |          |        | 94,0 %  |        |               |            |         |         |         | 2,3 %  | 3,0 %    |
| Казбеківський район       | 42 752           | 85,9 % |          | 1,2 %  |         |        |               |            |         | 10,3 %  |         |        |          |
| Кайтазький район          | 31 368           |        | 90,1 %   | 8,4 %  |         |        |               |            |         |         |         |        |          |
| Карабудахкентський район  | 73 016           |        | 32,3 %   | 64,9 % |         |        |               |            |         |         |         |        |          |
| Каякентський район        | 54 089           |        | 42,3 %   | 52,4 % |         |        |               | 1,7 %      |         |         |         | 1,5 %  |          |
| Кизилюртівський район     | 61 876           | 83,4 % |          | 10,5 % |         | 1,5 %  |               |            |         | 2,5 %   |         |        |          |
| Кізлярський район         | 67 287           | 46,6 % | 19,5 %   | 1,4 %  | 3,4 %   | 3,5 %  | 2,4 %         | 1,5 %      | 12,3 %  |         | 4,8 %   |        | 1,5 %    |
| Кулинський район          | 11 174           |        |          |        |         | 97,4 % |               |            |         |         |         |        |          |
| Кумторкалинський район    | 24 848           | 18,7 % | 8,4 %    | 67,0 % | 1,2 %   | 1,1 %  |               |            |         |         |         |        |          |
| Курахський район          | 15 434           |        |          |        | 98,4 %  |        |               |            |         |         |         |        |          |
| Лакський район            | 12 161           | 1,1 %  | 2,0 %    |        |         | 95,2 % |               |            |         |         |         |        |          |
| Левашинський район        | 70 704           | 22,4 % | 76,5 %   |        |         |        |               |            |         |         |         |        |          |
| Магарамкентський район    | 62 195           |        |          |        | 96,1 %  |        | 1,6 %         |            |         |         |         |        |          |
| Новолакський район        | 28 556           | 21,9 % |          |        |         | 48,5 % |               |            |         | 27,7 %  |         |        |          |
| Ногайський район          | 22 472           |        | 8,1 %    |        |         |        |               |            | 1,0 %   |         | 87,0 %  |        |          |
| Рутульський район         | 22 926           | 2,7 %  |          |        | 9,3 %   | 3,8 %  | 1,6 %         |            |         |         |         |        | 58,2 %   |
| Сергокалинський район     | 27 133           |        | 98,9 %   |        |         |        |               |            |         |         |         |        |          |
| Сулейман-Стальський район | 58 835           |        |          |        | 98,6 %  |        |               |            |         |         |         |        |          |
| Табасаранський район      | 52 886           |        |          |        |         |        | 18,4 %        | 79,1 %     |         |         |         |        |          |
| Тарумовський район        | 31 683           | 35,8 % | 23,5 %   | 1,5 %  | 3,9 %   | 1,7 %  |               |            | 19,6 %  |         | 8,5 %   |        |          |
| Тляратинський район       | 22 165           | 98,4 % |          |        |         |        |               |            |         |         |         |        |          |
| Унцукульський район       | 29 547           | 97,5 % |          |        |         |        |               |            |         |         |         |        |          |
| Хасав'юртівський район    | 141 232          | 31,4 % | 5,4 %    | 30,7 % | 5,3 %   |        |               |            |         | 25,8 %  |         |        |          |
| Хівський район            | 22 753           |        |          |        | 38,9 %  |        |               | 59,4 %     |         |         |         |        |          |
| Хунзахський район         | 31 691           | 97,5 % |          |        |         |        |               |            |         |         |         |        |          |
| Цумадинський район        | 23 345           | 98,9 % |          |        |         |        |               |            |         |         |         |        |          |
| Цунтинський район         | 18 282           | 99,4 % |          |        |         |        |               |            |         |         |         |        |          |
| Чародинський район        | 11 777           | 97,3 % |          |        |         | 1,5 %  |               |            |         |         |         |        |          |
| Шамільський район         | 28 122           | 98,7 % |          |        |         |        |               |            |         |         |         |        |          |
| Дагестан                  | 2 910 249        | 29,4 % | 17,0 %   | 14,9 % | 13,3 %  | 5,6 %  | 4,5 %         | 4,1 %      | 3,6 %   | 3,2 %   | 1,4 %   | 1,0 %  | 1,0 %    |

### Релігійний склад

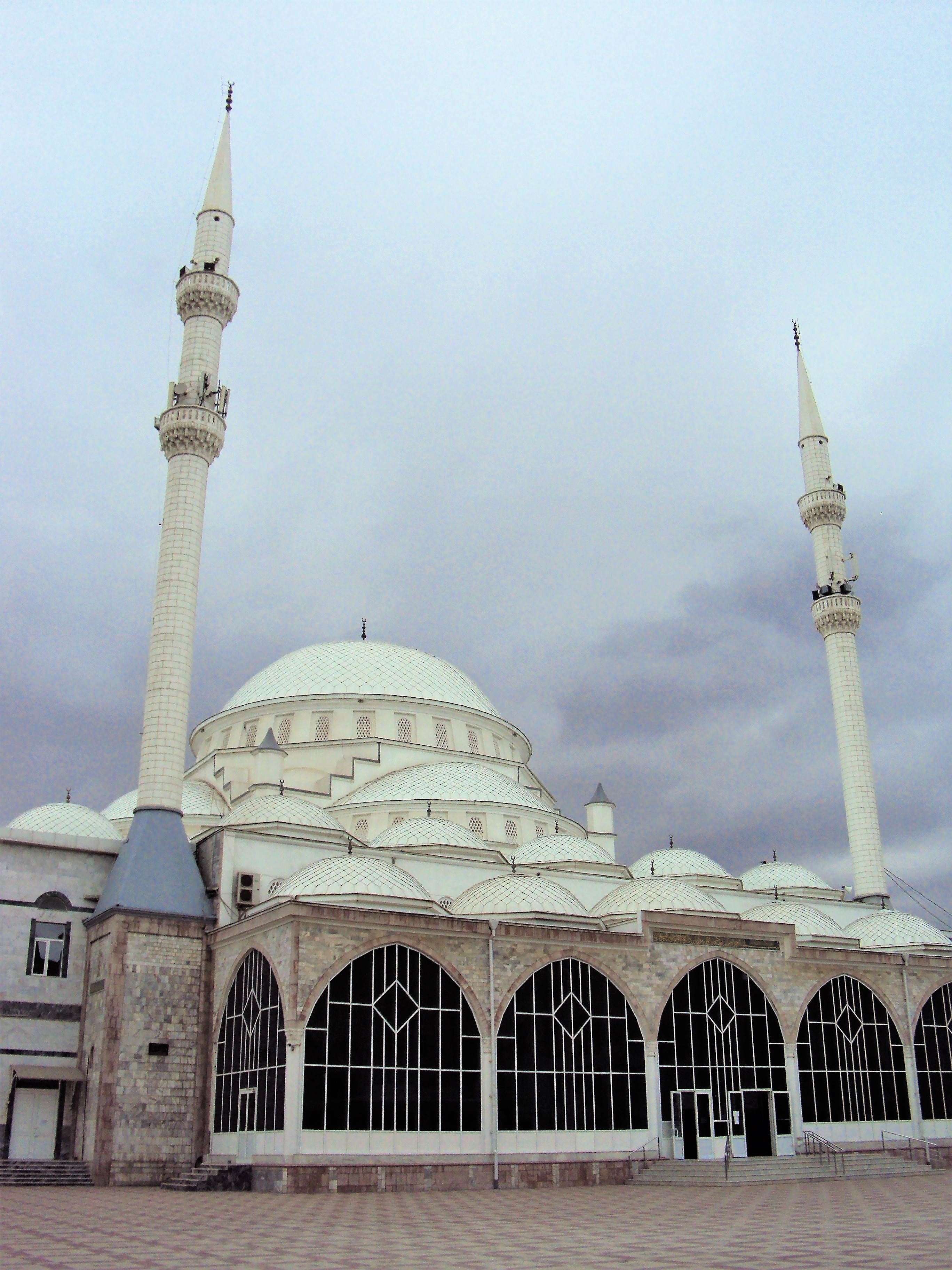
Джума-мечеть в столиці Махачкала

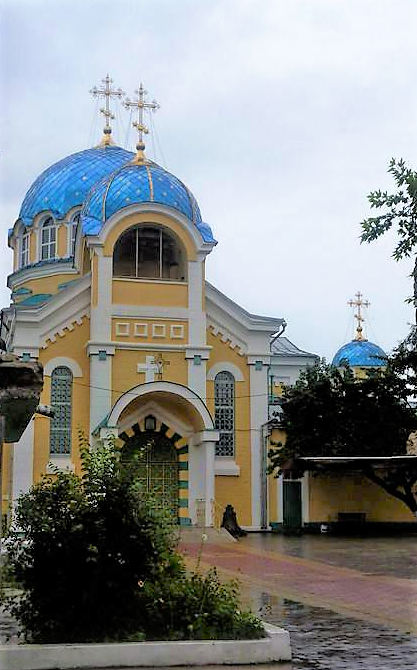
Свято-Успенський собор у Махачкалі

Велика частина населення Дагестану (більше 90 %) традиційно сповідує іслам. Первісно іслам поширився в Дербенті й рівнинній частині в VII—VIII ст. У гірському Дагестані іслам утвердився VII сторіччя в рутульського Хіні (Хнов). Про це свідчить найраніший пам'ятник мусульманської культури на Кавказі — надгробна плита шейха Мухаммада ібн Асад ібн Мугал, похованого у Хнові 675 року. Також в лакском Кумухі Кумухська джума-мечеть VIII століття. Незважаючи на це, іслам став панівною релігією в гірському Дагестані тільки у XIII—XIV ст. Пізніше поширення ісламу в гірському Дагестані можна пояснити міжусобними війнами, що тривали періодом X—XII ст. на Східному Кавказі, навалою монголо-татар XIII ст. і Тамерлана XIV ст. Іслам став релігією всіх горців у XV столітті. У Дагестані іслам представлений двома напрямками: сунізмом (до 99 %) і шиїзмом (близько 1 %).
Близько 5 % населення Дагестану сповідують християнство і юдаїзм. Християнство представлено наступними напрямками: православ'я (росіяни — 3,8 %), вірмено-грігоріанство (вірмени 0,2 %). А юдаїзм сповідують гірські євреї, велика частина яких нині записані татами (1 %).
26 грудня 2012 року рішенням Священного Синоду була утворена Махачкалинська єпархія, виділена зі складу Владикавказької єпархії, з центром в місті Махачкалі і з включенням до її складу парафій та монастирів в Дагестані, Чечні, Інгушетії.
На 1 січня 1996 р. в Дагестані діяло 1670 мечетей, 7 церков, 1 монастир, 4 синагоги, 3 громади адвентистів сьомого дня, 4 громади євангельських християн-баптистів. У Дербенті розташована найдавніша мечеть на території сучасної Росії — Джума мечеть. А в Махачкалі розташована одна з найбільших в Європі Джума-мечеть, в якій одночасно можуть здійснювати намаз до 15 тис. мусульман.
Наразі в республіці діє кілька православних храмів, зокрема Знаменський собор у Хасав'юрті — найбільший православний храм Північного Кавказу, пам'ятник архітектури початку XX століття. Свято-Успенський кафедральний собор — головний і єдиний православний храм Махачкали з 50-х років XX століття. Церква Святого Грігоріса — вірменська каплиця, зведена в пам'ять про події IV століття, в селі Нюгді.

#### Релігійні організації
| Всі релігійні організації                     | Всього зареєстровано |
| --------------------------------------------- | -------------------- |
| Російська православна церква                  | 19                   |
| Древлеправославна церква                      | 1                    |
| Римсько-католицька церква                     | -                    |
| Вірменська апостольська церква                | 2                    |
| Іслам                                         | 2495                 |
| Юдаїзм                                        | 5                    |
| Євангельські християни-баптисти               | 5                    |
| Євангельські християни                        | 6                    |
| Християни віри євангельської — п'ятидесятники | 5                    |
| Адвентисти сьомого дня                        | 6                    |
| Свідки Єгови                                  | 6                    |
| Буддизм                                       | -                    |

## Адміністративно-територіальний устрій
До складу Дагестана входять 42 райони та 10 міських округів:

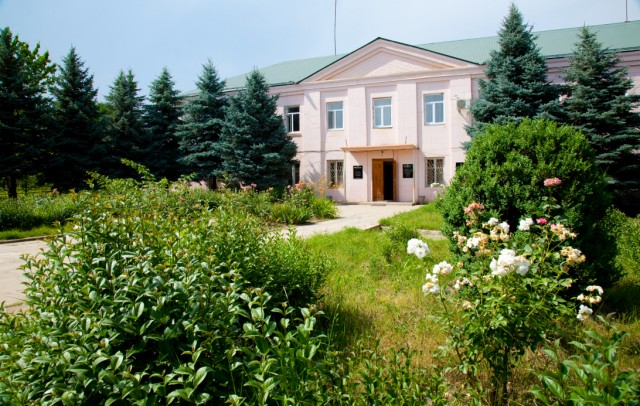
Будівля адміністрації Сулейман-Стальського району. Село Касумкент

| №  | Муніципальний район       | Населення | Щільність, осіб/км² | Округ       | Адміністративний центр |
| -- | ------------------------- | --------- | ------------------- | ----------- | ---------------------- |
| 1  | Агульський район          | ↘10 452   | 14                  | Південний   | с. Тпіг                |
| 2  | Акушинський район         | ↘53 128   | 84                  | Гірський    | с. Акуша               |
| 3  | Ахвахський район          | ↗24 151   | 73                  | Гірський    | с. Карата              |
| 4  | Ахтинський район          | ↘31 492   | 29                  | Південний   | с. Ахти                |
| 5  | Бабаюртівський район      | ↗48 134   | 14                  | Північний   | с. Бабаюрт             |
| 6  | Бежтинська ділянка        | ↗7547     | 17                  | Гірський    | с. Бежта               |
| 7  | Ботліхський район         | ↗57 908   | 77,2                | Гірський    | с. Ботліх              |
| 8  | Буйнакський район         | ↗80 131   | 40                  | Центральний | м. Буйнакськ           |
| 9  | Гергебільський район      | ↗21 160   | 52                  | Гірський    | с. Гергебіль           |
| 10 | Гумбетівський район       | ↗22 675   | 25                  | Гірський    | с. Мехельта            |
| 11 | Гунібський район          | ↗26 701   | 42                  | Гірський    | с. Гуніб               |
| 12 | Дахадаєвський район       | ↗36 374   | 25                  | Південний   | с. Уркарах             |
| 13 | Дербентський район        | ↗102 429  | 113,4               | Південний   | м. Дербент             |
| 14 | Докузпаринський район     | ↘15 214   | 33                  | Південний   | с. Усухчай             |
| 15 | Казбеківський район       | ↗47 353   | 75                  | Північний   | с. Дилим               |
| 16 | Кайтазький район          | ↗32 738   | 51                  | Південний   | с. Маджаліс            |
| 17 | Карабудахкентський район  | ↗81 860   | 50                  | Центральний | с. Карабудахкент       |
| 18 | Каякентський район        | ↗55 633   | 87                  | Центральний | с. Новокаякент         |
| 19 | Кизилюртівський район     | ↗70 039   | 150                 | Центральний | м. Кизилюрт            |
| 20 | Кізлярський район         | ↗72 659   | 21                  | Північний   | м. Кизляр              |
| 21 | Кулинський район          | ↘11 031   | 16                  | Гірський    | с. Вачі                |
| 22 | Кумторкалинський район    | ↗26 665   | 18                  | Центральний | с. Коркмаскала         |
| 23 | Курахський район          | ↘14 901   | 20                  | Південний   | с. Курах               |
| 24 | Лакський район            | ↘11 892   | 17                  | Гірський    | с. Кумух               |
| 25 | Левашинський район        | ↗75 852   | 82                  | Гірський    | с. Леваши              |
| 26 | Магарамкентський район    | ↗61 957   | 93                  | Південний   | с. Магарамкент         |
| 27 | Новолакський район        | ↗33 886   | 126                 | Північний   | с. Новолакське         |
| 28 | Ногайський район          | ↘19 189   | 3                   | Північний   | с. Тереклі-Мектеб      |
| 29 | Рутульський район         | ↘21 225   | 11                  | Південний   | с. Рутул               |
| 30 | Сергокалинський район     | ↘27 863   | 54                  | Центральний | с. Сергокала           |
| 31 | Сулейман-Стальський район | ↘56 656   | 83                  | Південний   | с. Касумкент           |
| 32 | Табасаранський район      | ↘49 725   | 68                  | Південний   | с. Хучні               |
| 33 | Тарумовський район        | ↗32 961   | 11                  | Північний   | с. Тарумовка           |
| 34 | Тляратинський район       | ↗23 565   | 15                  | Гірський    | с. Тлярата             |
| 35 | Унцукульський район       | ↗30 783   | 51                  | Гірський    | с. Унцукуль            |
| 36 | Хасав'юртівський район    | ↗153 878  | 100                 | Північний   | м. Хасав'юрт           |
| 37 | Хівський район            | ↘21 314   | 32                  | Південний   | с. Хів                 |
| 38 | Хунзахський район         | ↗32 096   | 56                  | Гірський    | с. Хунзах              |
| 39 | Цумадинський район        | ↗25 071   | 21                  | Гірський    | с. Агвалі              |
| 40 | Цунтинський район         | ↗19 741   | 14                  | Гірський    | с. Кідеро              |
| 41 | Чародинський район        | ↗12 547   | 11                  | Гірський    | с. Цуриб               |
| 42 | Шамільський район         | ↗29 145   | 29                  | Гірський    | с. Хебда               |

Загальна площа земель міських округів у гектарах (значення показників за рік)
| Міські округи Республіки Дагестан | 2006   | 2007   | 2008   | Округи      |
| --------------------------------- | ------ | ------ | ------ | ----------- |
| Місто Махачкала                   | 49 801 | 49 801 | 46 813 | Центральний |
| Місто Буйнакськ                   | 2095   | 2095   | 2095   | Центральний |
| Місто Дагестанські Вогні          | 927    | 927    | 927    | Південний   |
| Місто Дербент                     | 7100   | 7100   | 6963   | Південний   |
| Місто Ізбербаш                    | 2292   | 2292   | 2255   | Центральний |
| Місто Каспійськ                   | 3294   | 3294   | 3294   | Центральний |
| Місто Кизилюрт                    | 2370   | 2370   | 2370   | Центральний |
| Місто Кизляр                      | 3231   | 3231   | 3231   | Північний   |
| Місто Хасавюрт                    | 3848   | 3848   | 3848   | Північний   |
| Місто Южно-Сухокумськ             | 9170   | 9170   | 9170   | Північний   |

## Економіка

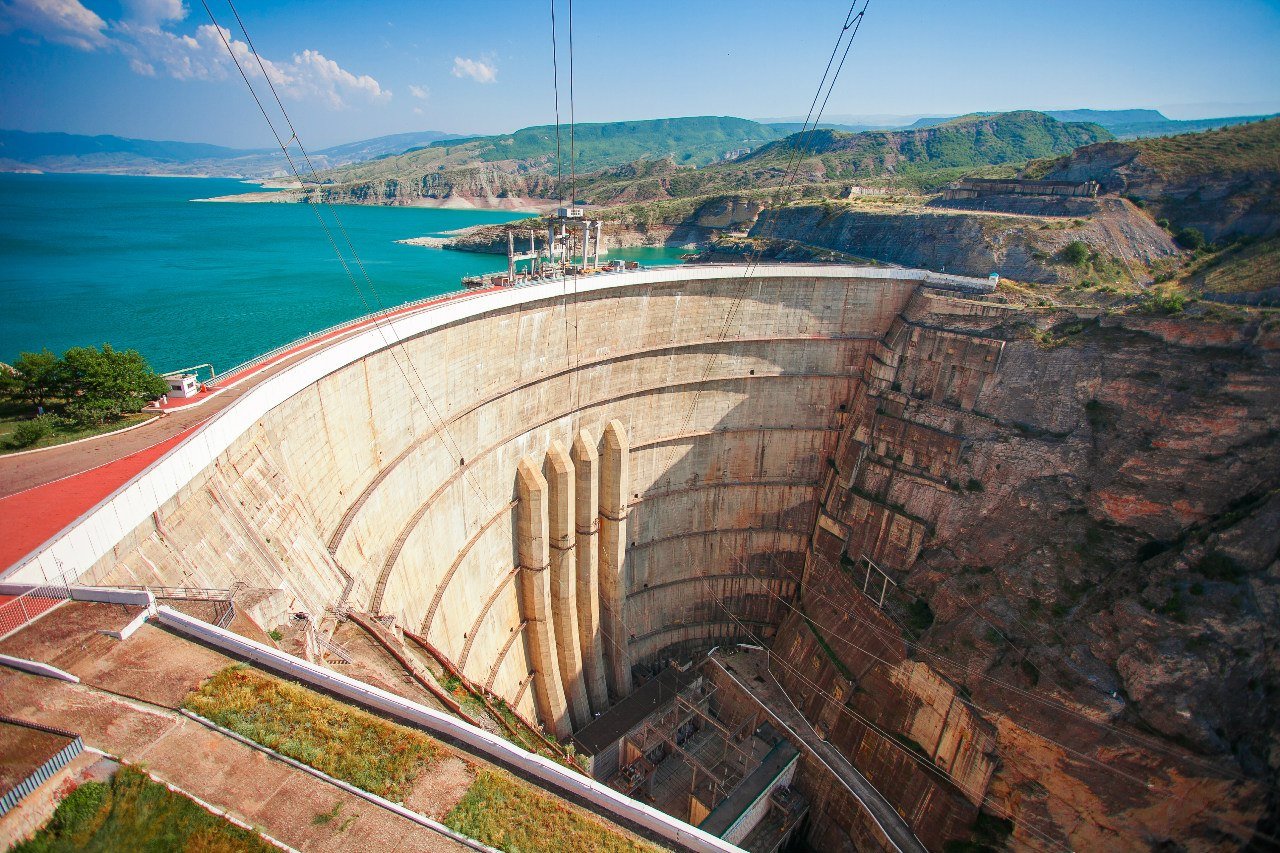
Чиркейська ГЕС

Основні галузі виробництва: сільське господарство, виноробство, рибальство, народні промисли (у тому числі килимарство), видобуток нафти (розвідкою та розробкою родовищ займається виробниче об'єднання «Дагнефть»), легка й хімічна промисловості, виробництво електроенергії. Валовий регіональний продукт 2009 року становив 265,1 млрд руб. (108,9 % до 2008 року). Зовнішньоторговельний обіг — 319 млн доларів (1997 р.)
Республіканський бюджет (1999 р.):
- витрати — 4 044 134 тис. рублів
- доходи — 3 608 498 тис. рублів, у тому числі:
  - надходження від податків і зборів — 425 485 тис. рублів
  - доходи цільових бюджетних фондів — 358 513 тис. рублів
  - трансферт і фінансова допомога з федерального бюджету — 2 824 500 тис. рублів

Банківська сфера:
- за кількістю регіональних банків Дагестан посідає третє місце в Росії (25 регіональних банків)

### Електроенергетика

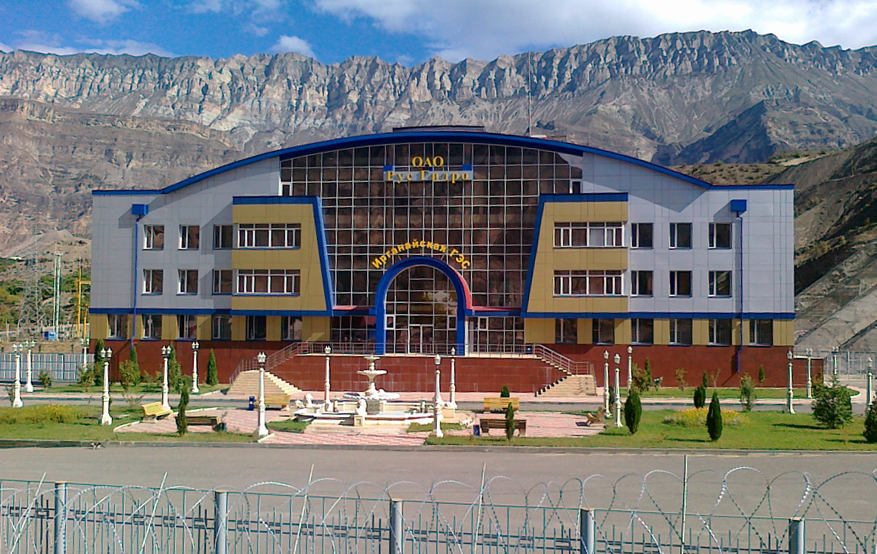
Ірганайська ГЕС на річці Аварське Койсу в с. Гімри

Високогірні річки регіону мають істотний гідроелектричний потенціал, оцінюваним до 55 млрд кВт·год на рік. На 2010 рік вироблення діючими станціями склало близько 5,1 млрд кВт·год особливо цінною пікової електроенергії на рік:
- Чіркейська ГЕС потужністю 1000 МВт
- Ірганайська ГЕС — 400 МВт
- Міатлинська ГЕС — 220 МВт
- Чірюртське ГЕС сумарною потужністю 125 МВт
- Гергебільська ГЕС — 17,8 МВт
- Гунібська ГЕС — 15 МВт
- А також кілька малих ГЕС

Раніше, Гоцатлинської ГЕС (100 МВт, 310 млн кВт · год), що перебуває в будівництві, була введена в експлуатацію ПАТ «РусГидро» 30 вересня 2015 року; існує проект Агвалінської ГЕС (220 МВт, 680 млн кВт·год).
22 грудня 2013 року, в Каспійську ввели до експлуатації першу чергу найбільшої сонячної електростанції в Росії.

### Машинобудування
Машинобудівний комплекс — один з основних блоків обробних виробництв республіки. Наразі він представлений у республіці виробництвом устаткування для авіа- і суднобудування, радіоелектронною промисловістю, енергетичним машинобудуванням і електротехнічною промисловістю. Останніми роками в республіці отримало розвиток виробництво автомобільних компонентів.
Галузь нараховує понад 30 діючих підприємств, зокрема 11 підприємств ВПК. Частка оборонної продукції перевищує в галузі половину всіх обсягів виробництва. Відсутність власної сировинної бази і надлишок трудових ресурсів визначили його спеціалізацію на нематеріало ємних виробництвах, переважно з високим рівнем науко- і трудомісткості. За вартістю основних фондів галузь стоїть на першому місці в промисловості, водночас тут є найвищий рівень їх зносу (75-80 %).
Основу галузі складають заводи ВАТ «Завод Дагдизель», «Авиаагрегат», «Концерн КЭМЗ», ПО «Азимут», «Завод им. Гаджиева», «Электросигнал», «Буйнакский агрегатный завод», «Каспийский завод точной механики», «Избербашский радиозавод», «ДагЗЭТО», «Дагдизель».
Машинобудівні виробництва генерують істотну частку валового внутрішнього продукту республіки, забезпечують зайнятість значної частини працездатного населення, близько 11 тис. осіб.

### Промисловість будівельних матеріалів
Основною продукцією промисловості будівельних матеріалів є збірний залізобетон (комбінати «Дагстройиндустрия» і «Махачкалинский ДСК» в Махачкалі; «Дагюгстрой» у Дербенті; «Аист» в Кизилюрті тощо); а також цегла (завод «Силикат» у Махачкалі). Ведеться видобуток вапняку поблизу Дербента і мінеральної будівельної сировини поблизу Ізбербаша.
Крім зареєстрованих підприємств є багато нелегальних міні-заводів. За даними на більш ніж 500 підприємствах, що виготовляють цеглу, використовується працю рабів. При цьому в самому Дагестані порушено всього дві кримінальні справи за фактами незаконного утримання працівників.

### Зовнішньоекономічні зв'язки
Як і багато інших регіонів РФ, Дагестан має прямі економічні зв'язки з багатьма країнами світу, в деяких з яких республіка відкрила свої зовнішньоекономічні представництва. 2012 року обсяг товарообігу між Дагестаном і Туреччиною досяг 47,6 млн доларів, що на 60,8 % вище показники 2011 р Експорт склав 22,15 млн доларів, імпорт — 25,5 млн доларів.
За три квартали 2014 року товарообіг між Азербайджаном і Дагестаном склав 136,84 мільйона доларів, при цьому на імпорт азербайджанської продукції припали 122,12 мільйонів доларів, на експорт в Азербайджан — 14,7 мільйонів доларів. А з Іраном досяг 160 мільйонів доларів.

## Державний устрій

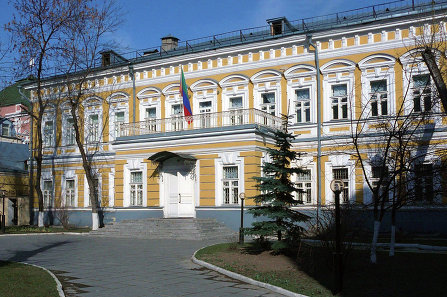
Будівля постійного представництва Республіки Дагестан при Президентові Російської Федерації в Москві

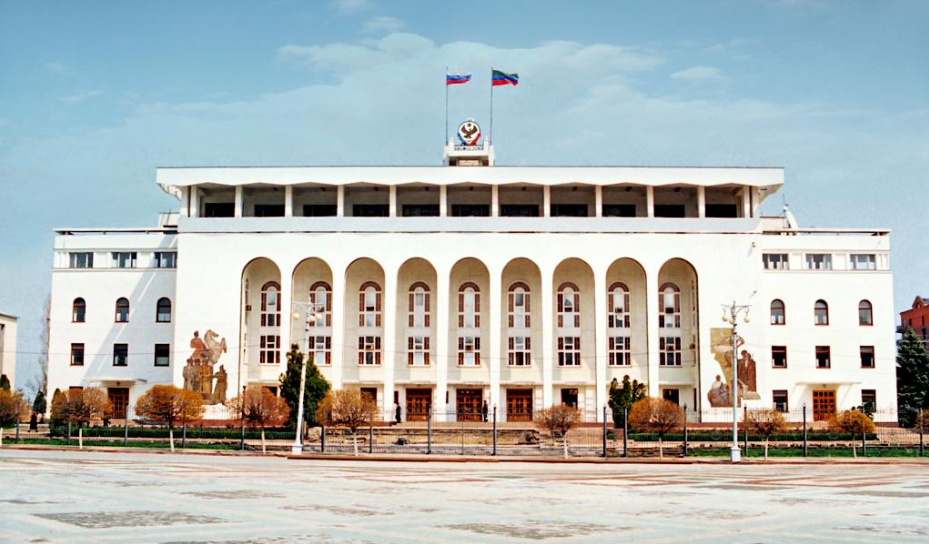
Будинок уряду Республіки Дагестан

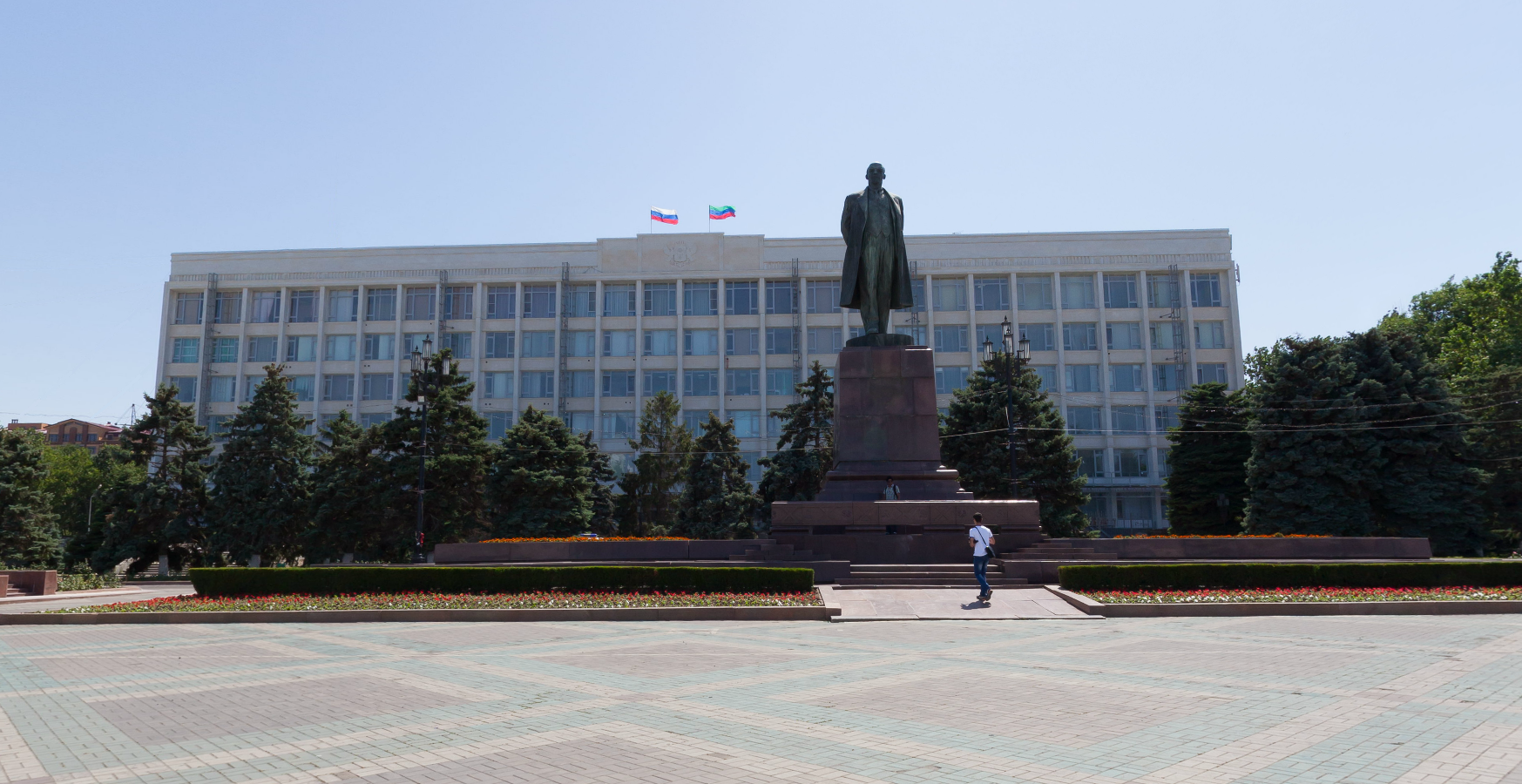
Будівля адміністрації Махачкали

Голова Державної ради Республіки Дагестан
- Магомедалі Магомедов — 13 травня 1991 — 20 лютого 2006.

До 2003 року главою республіки був Голова Державної ради Республіки Дагестан.
Глава республіки
Керівником республіки є Глава Дагестану (раніше — президент), який призначається Президентом Російської Федерації.
Список керівників Дагестану:
- Муху Алієв — 20 лютого 2006 року — 20 лютого 2010 року;
- Магомедсалам Магомедов — 20 лютого 2010 року — 28 січня 2013 року.

13 жовтня 2004 року голова держради Дагестану даргинець Магомедалі Магомедов прийняв відставку голови уряду Хизрі Шихсаїдова й усього уряду. Прем'єр-міністром став Атай Алієв, який раніше займав посаду голови Рахункової палати Дагестану. Атай Алієв, як і Шихсаїдов, за національностю — кумики.

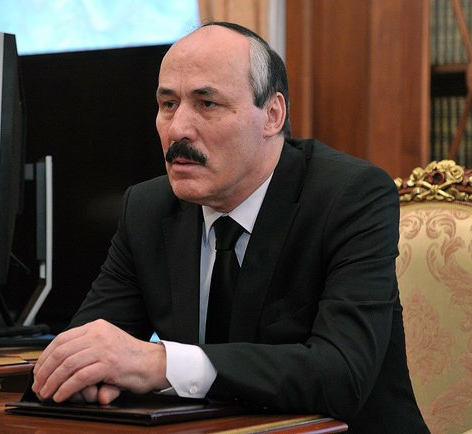
Колишній глава Дагестану Рамазан Гаджимурадович Абдулатіпов

20 лютого 2006, за поданням Президента РФ Володимира Путіна, першим президентом Республіки Дагестан обраний аварець Муху Алієв, що очолював з 1991 республіканський парламент. На посаді спікера його змінив син Магомедалі Магомедова Магомедсалам Магомедов, чию кандидатуру одноголосно затвердив парламент. Одночасно з обранням Муху Алієва на пост президента республіки була розпущена Держрада.
6 березня 2006 Народні збори Дагестану затвердили на посаді голови уряду республіки Шаміля Зайналова, що раніше представляв у Раді Федерації РФ дагестанський парламент. Його попередник Атай Алієв зайняв його місце. Шаміль Зайналов по національності — кумик, як і Атай Алієв.
8 лютого 2010 — Президент РФ Дмитро Медведєв вніс на розгляд Народних Зборів Дагестану кандидатуру Магомедсалама Магомедова для наділення його повноваженнями Президента республіки.
28 січня 2013 — Президент Росії Володимир Путін прийняв відставку Магомедова і призначив тимчасово виконуючим обов'язки керівника Дагестану Рамазана Гаджимурадович Абдулатіпова.
27 вересня 2017 року — Рамазан Абдулатіпов заявив про намір достроково покинути пост Глави Республіки за власним бажанням.
Повноважне представництво Республіки Дагестан при Президентові РФ
Повноважне представництво Республіки Дагестан при Президентові Російської Федерації — державний орган Дагестану, який входить в систему виконавчої влади Республіки і здійснює свою діяльність під керівництвом Уряду Республіки Дагестан.
Представники Республіки Дагестан у Держдумі РФ
Республіку Дагестан у Держдумі ФС РФ представляють депутати: Абасов М. М., Аскендеров З. А., Балашов Б. К., Гаджиєв М. Т., Гаджиєв М. С., Гасанов М. Н., Курбанов Р. Д., Решульський С. Н., Сафаралієв Г. К., Умаханов У. М..
Представники Республіки Дагестан у Раді Федерації РФ
Республіку Дагестан у Ради Федерації РФ представляють: Сулейман Керімов і Ільяс Умаханов.
Законодавча влада
Парламент Дагестану — Народні Збори — законодавчий орган (парламент) Дагестану, що складається з 90 депутатів, що обираються на 5-річний строк.
Головою Народних Зборів Республіки Дагестан є Хизрі Шихсаїдов.
До повноважень Народних Зборів Республіки Дагестан відноситься:
1. Ухвалення законів Республіки Дагестан;
2. Внесення поправок до Конституції Республіки Дагестан, за винятком глави першій цієї Конституції;
3. Встановлення порядку проведення виборів до органів місцевого самоврядування та визначення в межах своїх повноважень порядку діяльності органів місцевого самоврядування;
4. Встановлення адміністративно-територіального устрою Республіки Дагестан і порядку його зміни;
5. Затвердження республіканського бюджету і звіту про його виконання;
6. Затвердження програм соціально-економічного розвитку Республіки Дагестан;
7. Винесення згоди Главі Республіки Дагестан на призначення Голови Уряду Республіки Дагестан;
8. Призначення Голови, заступника Голови та суддів Конституційного Суду Республіки Дагестан;
9. Узгодження кандидатур для призначення на посади голів, заступників голів і суддів Верховного Суду Республіки Дагестан, Арбітражного Суду Республіки Дагестан, районних судів;
10. Затвердження укладення та розірвання договорів Республіки Дагестан, а також угоди щодо змін кордонів Республіки Дагестан;
11. Призначення дати виборів депутатів Народних Зборів Республіки Дагестан;
12. Призначення половини членів Виборчої комісії Республіки Дагестан;
13. Призначення референдуму Республіки Дагестан у випадках і порядку, що передбачені республіканським конституційним законом;
14. Встановлення податків і зборів, віднесених федеральним законом до компетенції суб'єктів Російської Федерації, а також порядку їх справляння;
15. Встановлення порядку утворення та діяльності позабюджетних і валютних фондів Республіки Дагестан, твердження звітів про витрачання коштів цих фондів;
16. Встановлення порядку управління і розпорядження власністю Республіки Дагестан;
17. Здійснення інших повноважень, передбачених федеральними законами, Конституцією і законами Республіки Дагестан.

Виконавча влада
Вищим органом виконавчої влади до лютого 2006 була Державна Рада, що складалася з представників 14 народів Дагестану. Склад уряду затверджувався Державною радою, голова уряду — Народними зборами Дагестану.
За негласним принципом національного паритету, вищі пости в Дагестані (голова Держради, голова парламенту, голова уряду) повинні займати представники різних національностей.
Уряд Республіки Дагестан:

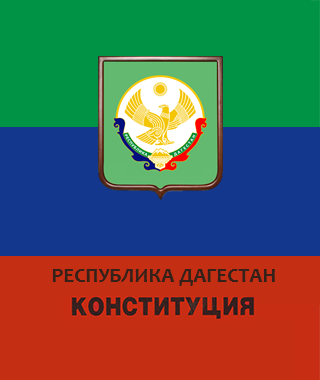
Конституція Республіки Дагестан

1. Здійснює в межах своїх повноважень керівництво органами виконавчої влади Республіки Дагестан;
2. Розробляє і реалізує програми соціально-економічного та національно-культурного розвитку Республіки Дагестан;
3. Розробляє і виконує республіканський бюджет;
4. Здійснює заходи щодо забезпечення комплексного соціально-економічного розвитку Республіки Дагестан, проведення єдиної державної політики в області фінансів, науки, освіти, охорони здоров'я, соціального забезпечення та охорони довкілля;
5. Вживає відповідно до законодавства заходів щодо реалізації, забезпечення та захисту прав і свобод людини і громадянина, охорони громадського порядку та боротьбі зі злочинністю;
6. Управляє і розпоряджається власністю Республіки Дагестан, а також федеральної власністю, переданої в управління Республіки Дагестан;
7. Укладає з федеральними органами виконавчої влади договори про розмежування предметів ведення і повноважень, а також угоди про взаємну передачу здійснення частини своїх повноважень;
8. Здійснює інші повноваження, передбачені Конституцією та законами Республіки Дагестан, угодами з федеральними органами виконавчої влади, передбаченими статтею 78 Конституції Російської Федерації.

Конституція
Конституція — основний закон Дагестану. Прийнята 2003 року.
Конституційний Суд Республіки Дагестан
Конституційний Суд Республіки Дагестан — судовий орган конституційного контролю, самостійно і незалежно здійснює судову владу за допомогою конституційного судочинства.
Судова влада та прокуратура
У Республіці Дагестан діють Конституційний Суд Республіки Дагестан, Верховний Суд Республіки Дагестан, Арбітражний Суд Республіки Дагестан, районні суди і світові судді.

## Символи республіки
Нинішні символи Дагестану — прапор і герб — з'явилися через два роки після утворення республіки — 1994 року. До цього використовувалася символіка Дагестанської АРСР.

### Прапор Республіки

Прапор Дагестану (з 2003 року)

1994 року, згідно з постановою Верховної Ради республіки, був заснований прапор Дагестану. Затверджений він був 26 лютого 1994 року. 2003 року прапор був незначно змінений у новій пропорції. Відповідно до Закону про Державний прапор Республіки Дагестан:
Стаття 1. Державний прапор Республіки Дагестан є офіційним державним символом Республіки Дагестан.
Державний прапор Республіки Дагестан являє собою прямокутне полотнище з трьох рівновеликих горизонтальних смуг: верхньої — зеленого, середньої — синього і нижньої — червоного кольору. Відношення ширини прапора до його довжини 2:3.
Багатобарвний малюнок Державного прапора Республіки Дагестан поміщений у додаток до цього Закону.

### Державний герб

Герб Дагестану (з 1994 року)

Ухвалений парламентом республіки 20 жовтня 1994 року. Відповідно до Закону про Державний герб Республіки Дагестан:

«Стаття 1. Державний герб Республіки Дагестан є офіційним державним символом Республіки Дагестан.
Державний герб Республіки Дагестан являє собою круглий геральдичний щит білого кольору, в центральній частині якого зображено золотого орла. Над ним вміщено зображення золотого сонця у вигляді диска, облямованого спіральним орнаментом. У підстави щита розташовані біло-золотого кольору снігові вершини гір, рівнина, море і в картуші — рукостискання, по обидва боки яких проходить зелена геральдична стрічка з написом білими літерами: „Республіка Дагестан“. У верхній половині щит обрамлений золотою смугою, в нижній — двома орнаментальними кантами: зліва — синім, праворуч — червоним.
Малюнки Державного герба Республіки Дагестан у багатобарвному і одноколірному варіантах поміщені в додатках № 1 та № 2 до цього Закону.»

### Державний гімн
Гімн Дагестану затверджений на підставі Закону № 28 Республіки Дагестан «Про Державний гімн Республіки Дагестан» 25 лютого 2016 року, і є музичним твором відомого дагестанського композитора Мурада Кажлаєва.
Текст гімну заснований на вірші «Клятва» Расула Гамзатова, в перекладі Миколи Дорізо.

## Транспорт

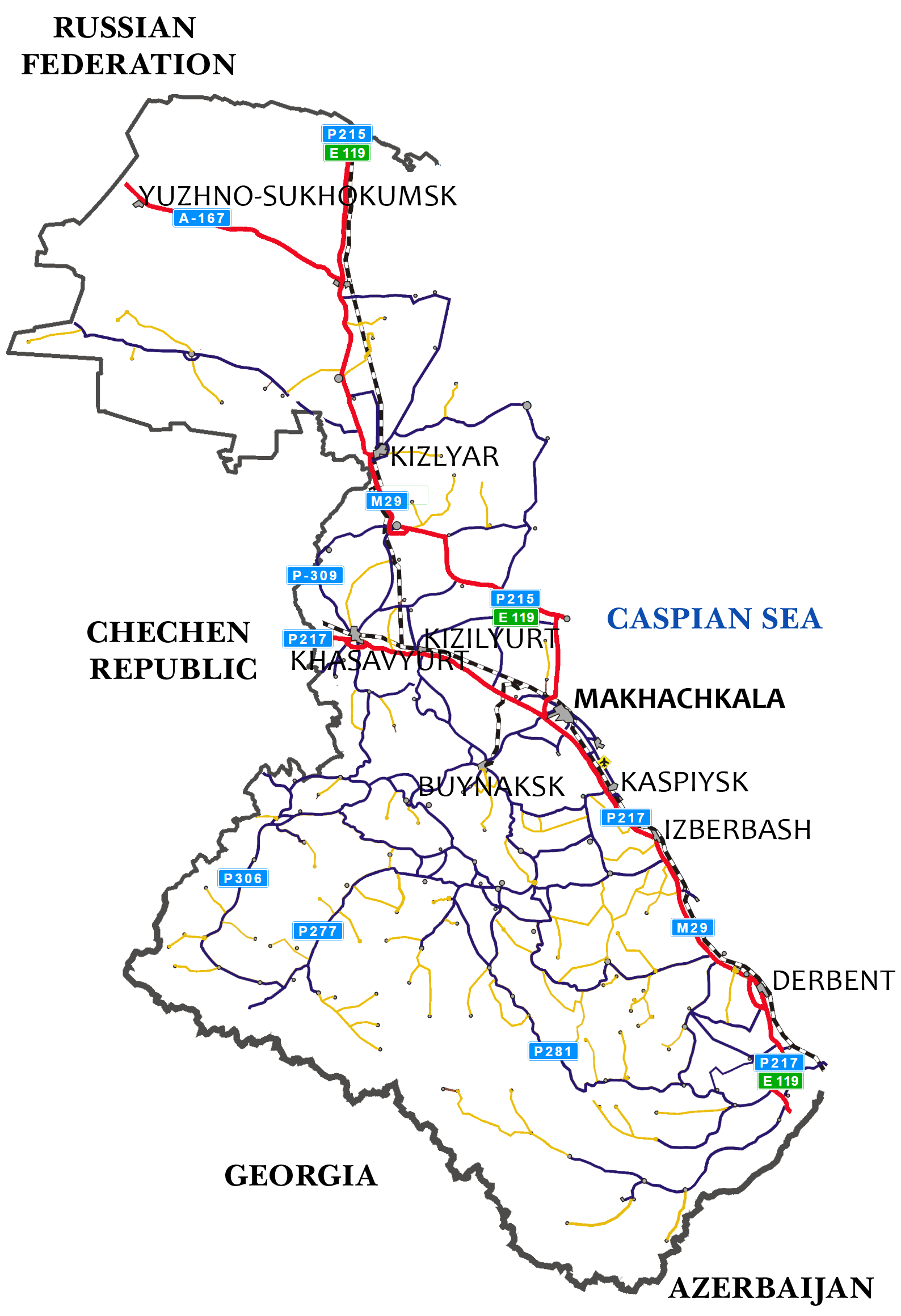
Мапа автомобільних доріг Дагестану

Республіка Дагестан займає вигідне геополітичне становище, має прямий вихід до міжнародних морських шляхів, має важливе транзитне значення для економічних зв'язків Росії з Закавказзям, Середньою Азією, Казахстаном, Туреччиною та Іраном.
Через територію Республіки Дагестан проходять залізничні, автомобільні, повітряні, морські та трубопровідні маршрути федерального і міжнародного значення. У зв'язку з цим важливою складовою виробничої інфраструктури є транспортний комплекс.
Територіальні автомобільні шляхи загального користування Республіки Дагестан є найважливішою складовою частиною інфраструктури, що сприяє економічному зростанню, вирішенню соціальних завдань і забезпечення національної безпеки РФ на південних рубежах.
Наразі протяжність територіальних автомобільних шляхів загального користування Республіки Дагестан становить 8159 км, в тому числі федерального значення — 643 км.

### Автомобільні маршрути
Останніми роками в обхід перевальних ділянок ряду найважливіших республіканських шляхів, що важко проїжджаються, побудовані обхідні шляхи, які докорінно змінили схему автотранспортного забезпечення районів Нагорного Дагестану (Урма — Губден, Чалда — Караді і Гімри-Чірката).
2 жовтня 2012 року після реконструкції урочистим відкриттям був введений до експлуатації Гімринський а/д тунель, найдовший автодорожній тунель у Росії. Він з'єднує Буйнакськ і село Гімри Унцукульского району. Тунель довжиною 4303 метри забезпечує найкоротший і незалежний від погодних умов транспортний зв'язок дев'яти районів гірського Дагестану (з населенням 375 тисяч осіб) із залізницею і центром республіки. Пропускна здатність тунелю становить 4 тисячі автомобілів на годину. Він запроектований для пропуску 2-смугового руху автотранспорту в обох напрямках за параметрами автомобільних доріг IV технічної категорії. Ширина проїжджої частини — 7 метрів, висота габариту — 5 метрів.
Тунель освітлений, обладнаний системою автоматичної пожежної сигналізації, системою охоронної сигналізації, гучномовного оповіщення, телефонним зв'язком, телевізійним спостереженням, експлуатаційної вентиляцією, центральним диспетчерським управлінням.

Через Дагестан проходять федеральна автострада М29 Кавказ, автомобільні магістралі Ростов-на-Дону — Баку,  Р216 Астрахань — Кизляр — Махачкала,  Берестя — Махачкала тощо. Пасажиропотоки на півдні проходять через Дербент, до гір — через Буйнакськ, на північ — через Кизляр, у центральні рівнинні райони — через Хасав'юрт, у центральні передгірні райони — від Ізбербашу. Центральним транзитним пунктом є місто Махачкала, розташоване на стику всіх доріг.
| Автомагістраль Аеропорт - Махачкала |  | Автомагістраль Каспійськ - Махачкала |  | Шлях Шамількала - Гергебіль |  | Гірська дорога |  | Автомагістраль Буйнакск - Махачкала |  | Шлях Буйнакськ - Гімри |

### Залізничні маршрути
Територією республіки проходять найважливіші залізничні маршрути федерального значення, що пов'язують Росію з південними країнами ближнього і далекого зарубіжжя: «Махачкала — Москва», «Махачкала — Астрахань», «Махачкала — Санкт-Петербург», «Баку — Київ», «Баку — Москва», «Санкт-Петербург — Баку», «Кизляр — Астрахань». Здійснюється приміські повідомлення «Махачкала — Дербент», «Дербент — Держкордон».

### Морський транспортний зв'язок
Махачкалинський морський торговельний порт — основний незамерзаючий російський порт на Каспії, забезпечує морський транспортний зв'язок з Прикаспійськими державами і здійснює переробку транзитних вантажів з країн Західної Європи, Скандинавії, Середньої Азії, Індії, країн сходу.

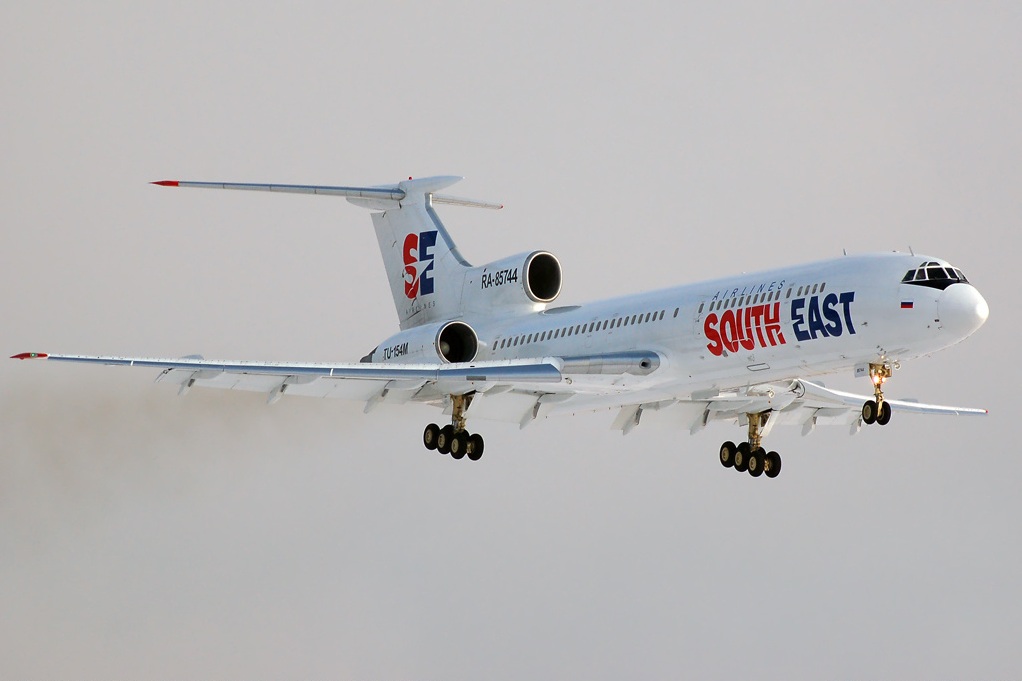
Літак дагестанських авіалінії

Порт був заснований 17 листопада 1870 року на західному березі Каспійського моря.
Махачкалинський порт знаходиться на торговому шляху Європа-Кавказ-Азія (TRACECA). Здатний приймати судна протягом усього року. Є суховантажна гавань, що має у своєму складі залізничний поромний і автопаромний термінал.

### Повітряні маршрути
До грудня 2011 року повітряні перельоти в Махачкалинський міжнародний аеропорт «Уйташ» здійснювала авіакомпанія «Авіалінії Дагестану». Після зупинки операційної діяльності авіакомпанії «Авіалінії Дагестану» їх рейси «підхопили» кілька російських і іноземних авіакомпаній.
Сьогодні Махачкала пов'язана з багатьма містами, такі як: Санкт-Петербург, Москва, Сургут, Сочі, Мінеральні Води, Ростов-на-Дону , Самара, Стамбул і Шарджа. Прямі рейси в ці міста з Махачкали здійснюють різні авіакомпанії з Міжнародного аеропорту Махачкала, який є єдиними повітряними брамами Дагестану і що має федеральне значення.
Аеропорт розташований за 4,5 км від міста Каспійська і за 16,2 км від найближчого мікрорайону Махачкали.

## Соціальна сфера

### Освіта

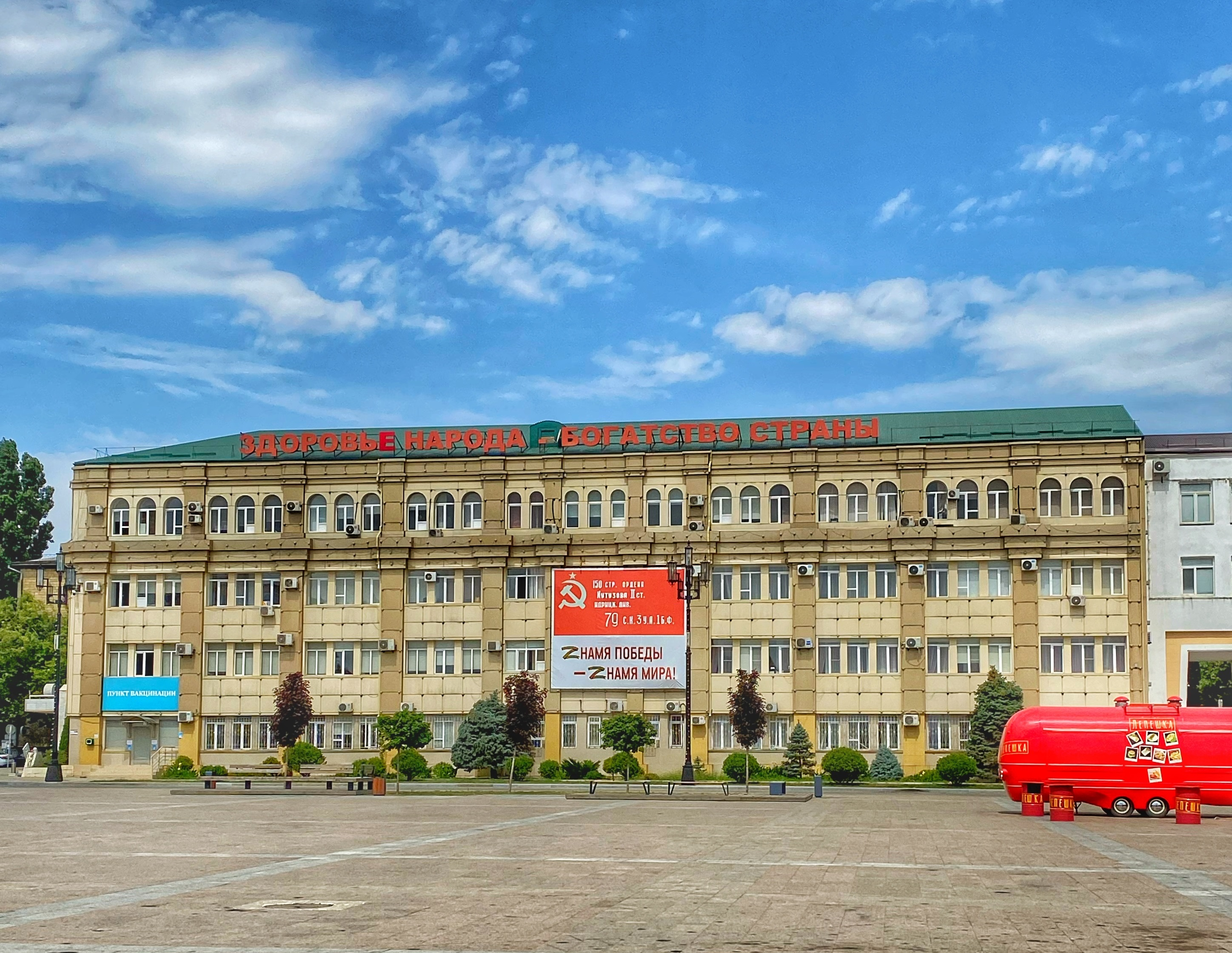
ДДМА
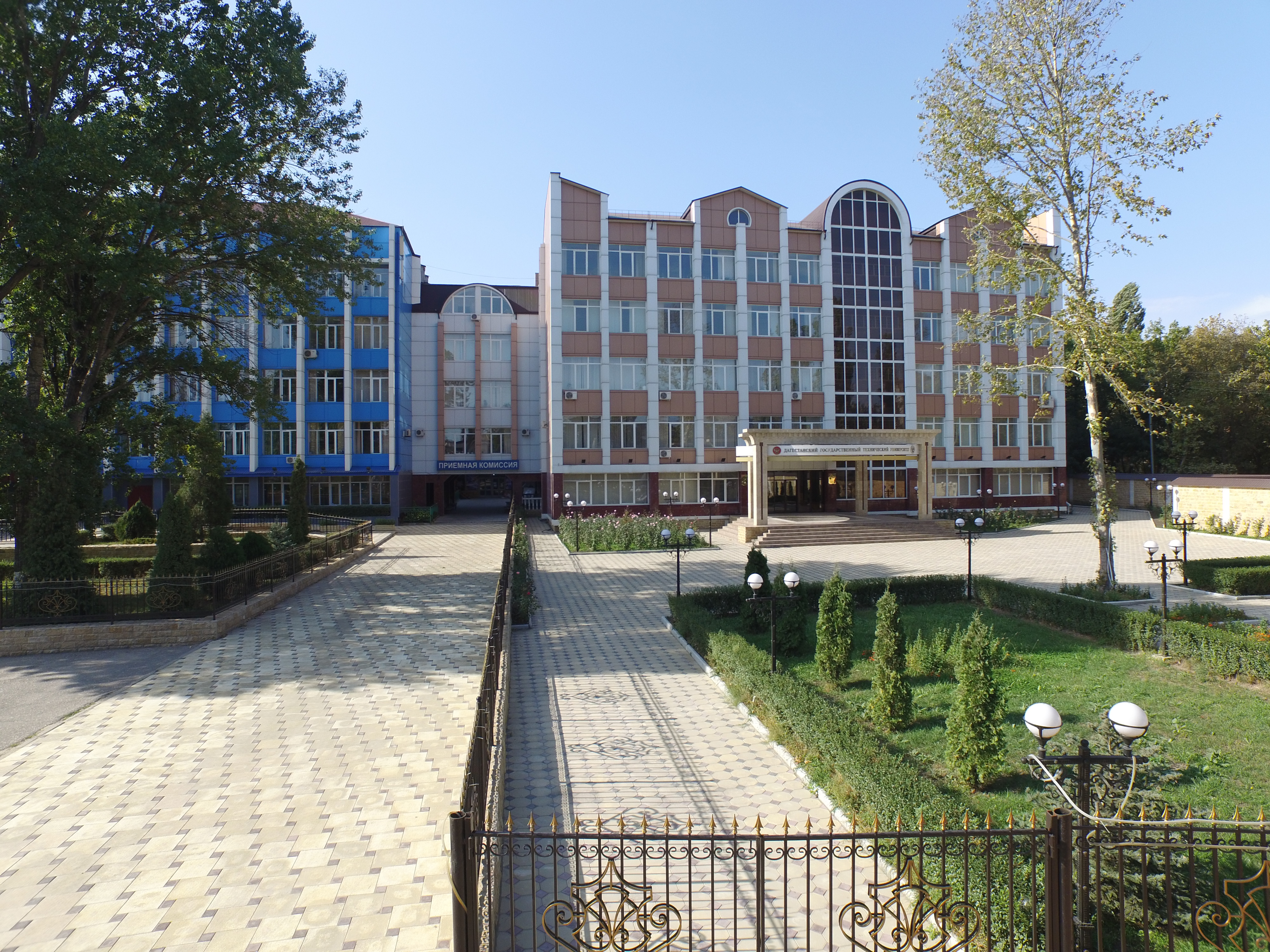
ДДТУ
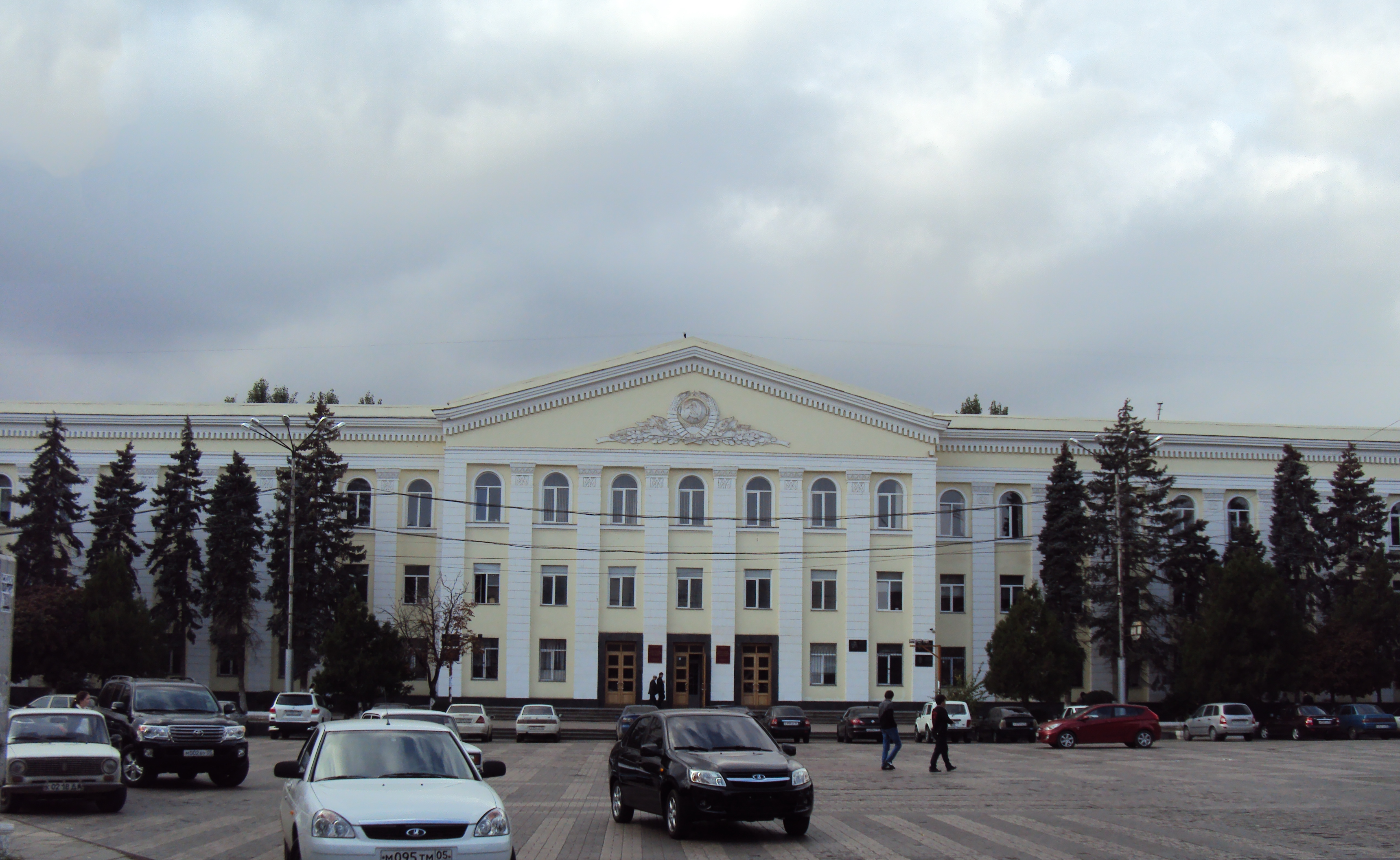
ДДУ

1. Дагестанський державний університет.
2. Дагестанська державна медична академія
3. Дагестанський державний педагогічний університет
4. Дагестанський державний технічний університет
5. Дагестанський державний інститут народного господарства
6. Дагестанський державний аграрний університет імені М. М. Джамбулатова
7. Дагестанський гуманітарний інститут

### Культура
Завдяки етнічної різноманітності Дагестан має унікальні культурні багатства.
Національний фактор відіграє значну роль у наявності національних театрів. За останні кілька років в Республіці Дагестан відбулося відкриття нових будівель Кумицького і Даргинського театрів, окрім того, в Дагестані знаходиться одне з найбільших на Північному Кавказі книгосховищ — Національна бібліотека Республіки Дагестан, обсяг фонду якої становить понад 700 тисяч документів.

### Кухня
Кухня Дагестану представлена багатьма кавказькими кухнями — вірменською, грузинською, азербайджанською, абхазькою, аварською, лезгинською, чеченською та іншими.

### Державні театри
- Русский Державний музично-драматичний театр ім. А. М. Горького
- Кумицький Державний музично-драматичний театр імені А. П. Салаватова
- Аварський музично-драматичний театр імені Гамзата Цадаси
- Даргинський драматичний театр
- Лакський Державний музично-драматичний театр імені Е. Капієва
- Лезгинський державний музично-драматичний театр імені С. Стальського
- Дагестанський державний театр ляльок
- Дагестанський державний театр опери і балету
- Республіканський центр культури
- Державний театр пісні «Джіслам»
- Азербайджанський державний драматичний театр м. Дербент

|                 |                  |                 |              |
| Аварський театр | Російський театр | Кумицький театр | Театр ляльок |

### Пам'ятники архітектури

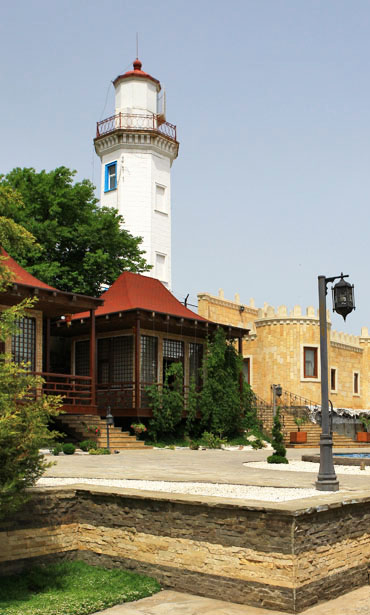
Дербентський маяк

У Дагестані знаходяться 1200 будівель, визнаних пам'ятками архітектури, при цьому 40 з них відносяться до пам'ятників федерального значення. Серед них є і пам'ятники всесвітньої спадщини ЮНЕСКО.
- Дербентський мур — подвійний мур часів Сасанідів, що перекриває Каспійські ворота. Мур протягом 15 століть використовувалася в оборонних цілях персами, арабами і монголами (ільхани, тимуріди). Є єдиним збереженим пам'ятником давньоперського фортифікаційного зодчества і внесений ЮНЕСКО у список Всесвітньої спадщини.
- Нарин-Кала — стародавня фортеця площею 4,5 га, яка височить над Дербентом з гори. Всередині збереглися лазні, резервуари для води на випадок облоги і руїни древніх будівель. До їх числа належить хрестово-купольна церква V сторіччя, пізніше перебудована під храм вогнян, і мечеть. Шахський палац дійшов до нашого часу в руїнах. 2003 року визнано ЮНЕСКО Всесвітньою спадщиною.
- Джума мечеть — найдавніша мечеть в Росії. Це храм, захоплений арабами-мусульманами і перероблений в мечеть. Храм був створений до появи арабів у Дербенті. Тому ця мечеть має вхід з півдня, а не з півночі, як повинно бути у мечетей. Про це вперше написав Амрі Шихсаїдов в книзі «Дагестанські святині». Перед мечеттю — медресе XV сторіччя. Внесена ЮНЕСКО до списку Всесвітньої спадщини.
- Вірменська церква Святого Всеспасителя — пам'ятник архітектури XIX століття. Побудований 1860 року. Після завершення капітального ремонту та реставраційних робіт — в травні 1982 року, в ньому відкрився музей образотворчого мистецтва (філія республіканського музею образотворчого мистецтва). Музей увійшов до складу Державного Музею-заповідника на правах відділу «Килима і декоративно-прикладного мистецтва»[74]. Внесена ЮНЕСКО до списку Всесвітньої спадщини.
- Церква Покрова Пресвятої Марії — православна церква. Побудована 1900 року, відкрита — 1901 року[75].
- Дербентський маяк — побудований 1853 року[76]. Найпівденніший маяк Росії[77][78]. Маяк включений у список охоронюваних пам'яток Росії і входить до історичного списку ЮНЕСКО[79].
- Фортеця-село Кала-Корейш — село засноване на високій горі арабським плем'ям корейшитів у VII сторіччі. Кала-Корейш була важливим центром поширення ісламу в Дагестані. Справжньою перлиною давнього поселення за правом вважається його мечеть, імовірно побудована в IX—X сторіччях і тим самим є однією з найстаріших мечетей Дагестану[80][81].
- Джума-мечеть села Річа — пам'ятник історії і архітектури, побудована в XIII ст. Розташована вона на похилому рельєфі. Це — одна з небагатьох збережених ранніх культових споруд агуле. Саме в цій мечеті 1239 року оборонялися до останнього від монгольських військ захисники села Річа. Була зруйнована монголами і військами Надір-шаха. З тих часів в мечеті зберігся стовп, що крутиться[82][83].
- Ахтинська фортеця — російська фортеця в селі Ахти Ахтинського району, побудована 1839 року генералом Є. О. Головіним. Пам'ятник історії та архітектури федерального значення. Найпівденніша фортеця на території Росії[84].
- Хрюгська Джума-мечеть з мінаретом — пам'ятник історії і архітектури республіканського значення. Побудована в XVIII—XIX ст[85].
- Преображенське укріплення — закладена 1859 року генерал-фельдмаршалом О. І. Барятинським. Фортеця перекривала єдину дорогу, що проходила долиною річки Андійське Койсу[86].

|                              |                          |                  |
| Фортеця Нарин-кала в Дербент | Фортеця-село Кала-Корейш | Аул Старий Кахіб |

|                                        |                          |                   |
| Вірменська церква Святого Всеспасителя | Дербентська Джума-мечеть | Старий аул Корода |

### Природоохоронні зони

#### Заповідники
- Дагестанський — державний природний заповідник у Республіці Дагестан, був створений 9 січня 1987 року, розташовується на двох різнорідних ділянках в межах Тарумовского і Буйнакського районів. Площа 19 061 га. Ділянки заповідника знаходяться в межах рівнинного Дагестану.

На прилеглих до заповідних ділянках землях і водному просторі створені охоронні зони загальною площею 21065 га, в тому числі, в Кизлярській затоці — 19890 га, і на Сарикумі — 1175 га.

#### Заказники
- Заказник «Тляратинський» — державний природний заказник федерального значення, розташований в Тляратинському районі, у верхів'ях річки Аварське Койсу (басейн р. Джурмут) і охоплює північні схили Головного Кавказького хребта і південно-західні відроги хребта Нукатль. Організований Наказом Головного управління мисливського господарства і заповідників при Раді Міністрів Дагестанської АРСР від 16 грудня 1986 р. № 491 відповідно до розпорядження Ради Міністрів Дагестанської АРСР від 23 вересня 1986 року № 441-р з метою збереження, відновлення та відтворення цінних у господарському відношенні мисливських тварин і середовища їх проживання у високогір'ї Великого Кавказу.

Переданий у відання заповідника Наказом Міністерства природних ресурсів і екології Російської Федерації від 3 листопада 2009 р. № 360.
- Заказник «Самурський» — державний природний заказник федерального значення, розташований на території Магарамкентського (9,3 тис. га) і Дербентського (1,9 тис. га) районів. «Самурський» організований Наказом Головного управління мисливського господарства і заповідників при Раді Міністрів РРФСР від 28 травня 1982 р. № 162 без обмеження терміну дії.

Переданий у відання заповідника Наказом Міністерства природних ресурсів і екології Російської Федерації від 3 листопада 2009 р. № 362. Заказник має профіль біологічного (зоологічного) і призначений для збереження і відновлення цінних у господарському відношенні, а також рідкісних об'єктів тваринного світу, що перебувають під загрозою зникнення, і середовища їх проживання.
Площа Заказника 11,2 тис. га. На території заказника розташовано 7 населених пунктів сільського типу, 3 прикордонні застави, Приморський риборозплідний завод, землі кількох сільгосппідприємств і орендарів.

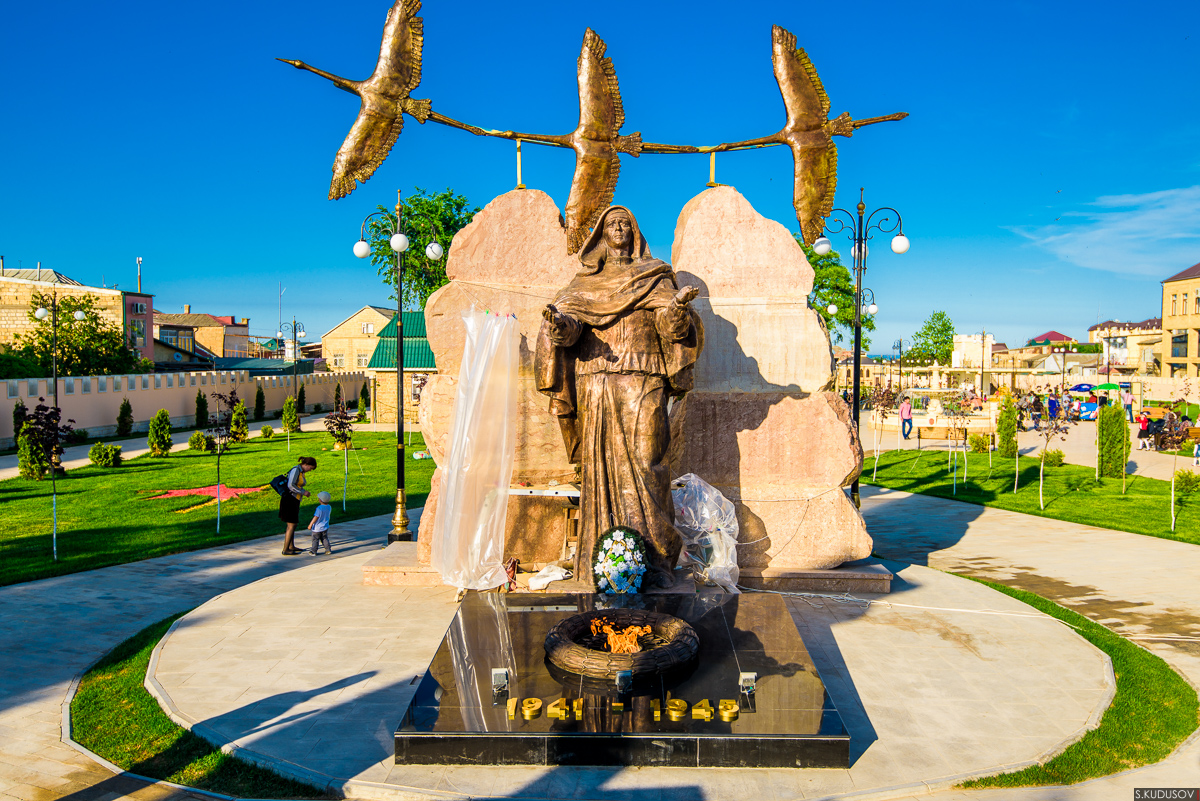
Пам'ятник «Скорботна мати» в парку Бойової Слави Дербента

- 'Заказник «Аграханський»'  — державний природний заказник федерального значення, розташований на території Аграханської затоки. Заснований 1983 року. Всього в заказнику налічується 200 видів птахів. На території 39.000 гектарів, живуть пелікани і рожеві фламінго, лелеки і чаплі та багато інших[89].

### Пам'ятки
- Меморіальний комплекс Азіза Алієва — відкритий 11 травня 2016 року меморіальний комплекс імені громадського і політичного діяча Азіза Алієва в Махачкалі[90].
- Меморіальний комплекс «Скорботна мати» — відкритий 8 травня, напередодні Дня Перемоги в Дербенті меморіал, основний елемент якого — фігура жінки з молитовно простягнутими руками — був відлитий з бронзи в Санкт-Петербурзі.
- Землянка Петра I в Дербенті — пам'ятник геополітичного значення, нагадує про добровільне приєднання перського міста-фортеці до Російської імперії майже 300 років тому[91].

### Спорт
Сьогодні Дагестан є одним з лідерів серед регіонів Росії зі спортивних досягнень. Протягом 50 років Дагестан є кузнею кадрів всесвітньо відомих борців. Дуже популярний в Дагестані футбол. Махачкалінський футбольний клуб «Анжи» виступає в російській Прем'єр-Лізі. Так само у ПФЛ (третя за силою футбольна ліга Росії) виступає ще один футбольний клуб з Махачкали — «Легіон-Динамо». У Каспійську розташований найбільший у Дагестані стадіон Анжи Арена місткістю в 30 тисяч глядачів. На Анжи Арені проводить свої матчі футбольний клуб Анжи.

## Фотогалерея

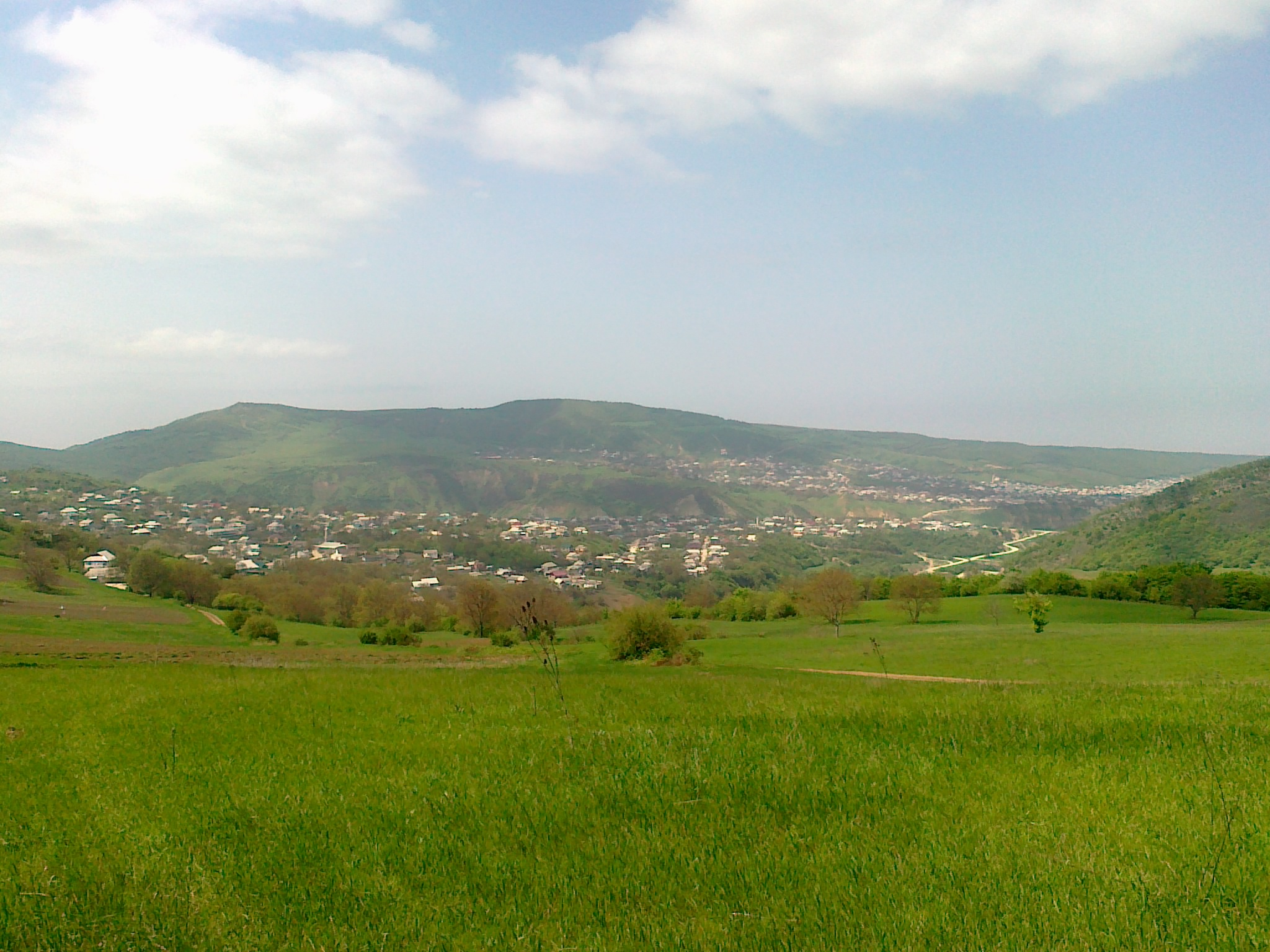
село Калінінаул
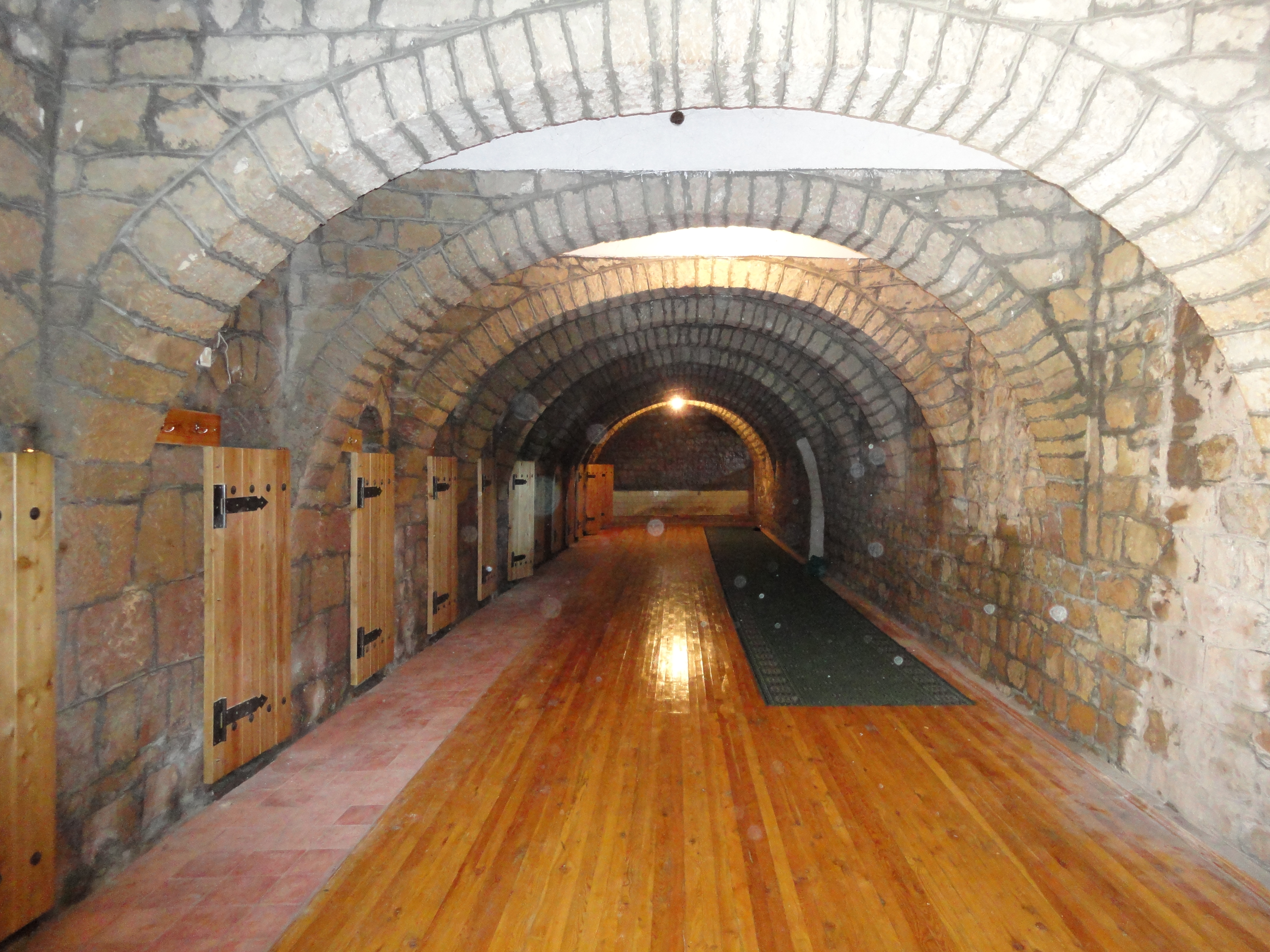
Чоловіча лазня в с. Гімри
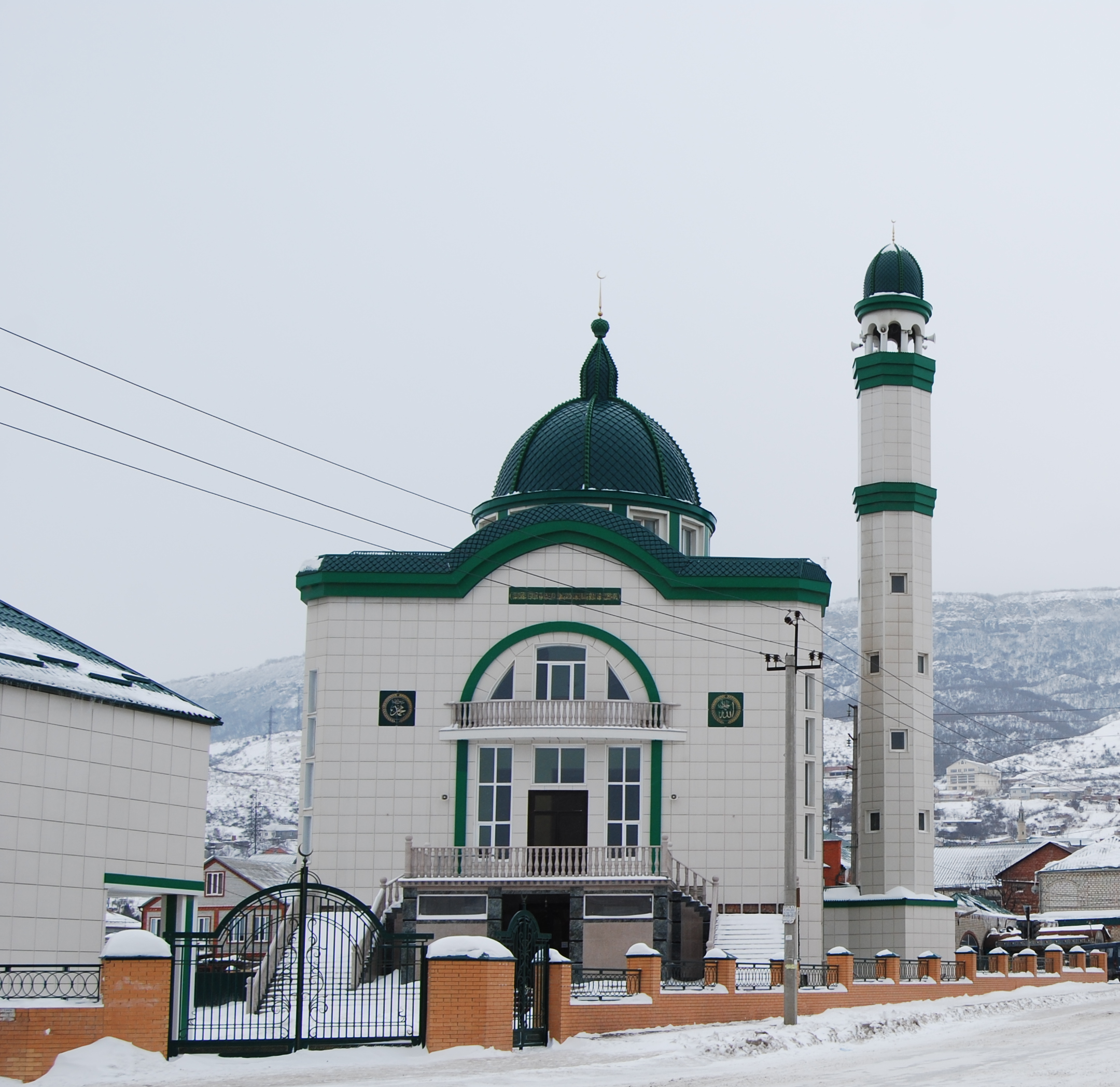
Мечеть Альбурікент у Махачкалі
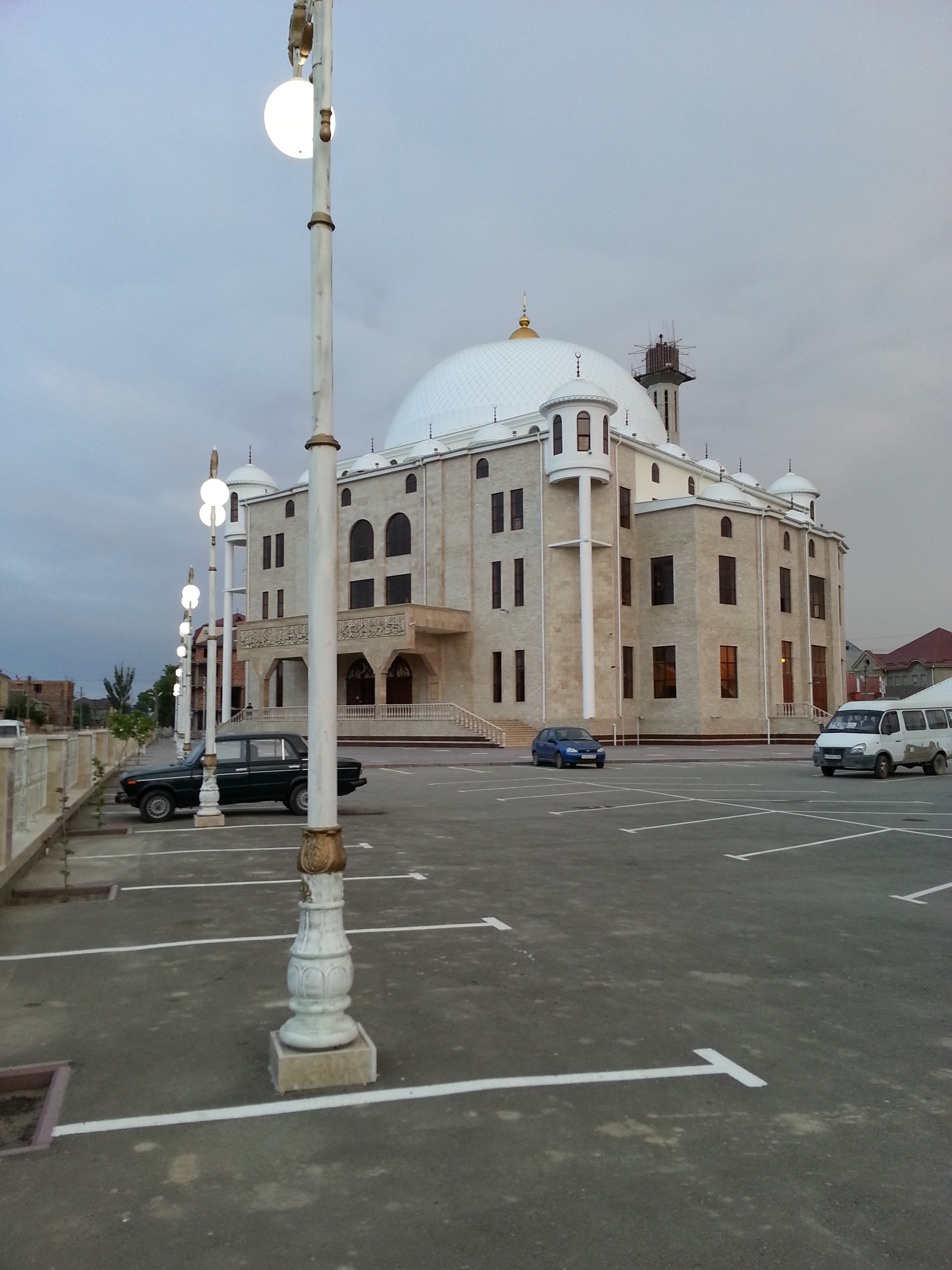
Мечеть імені Саїда Ацаєва в Каспійську
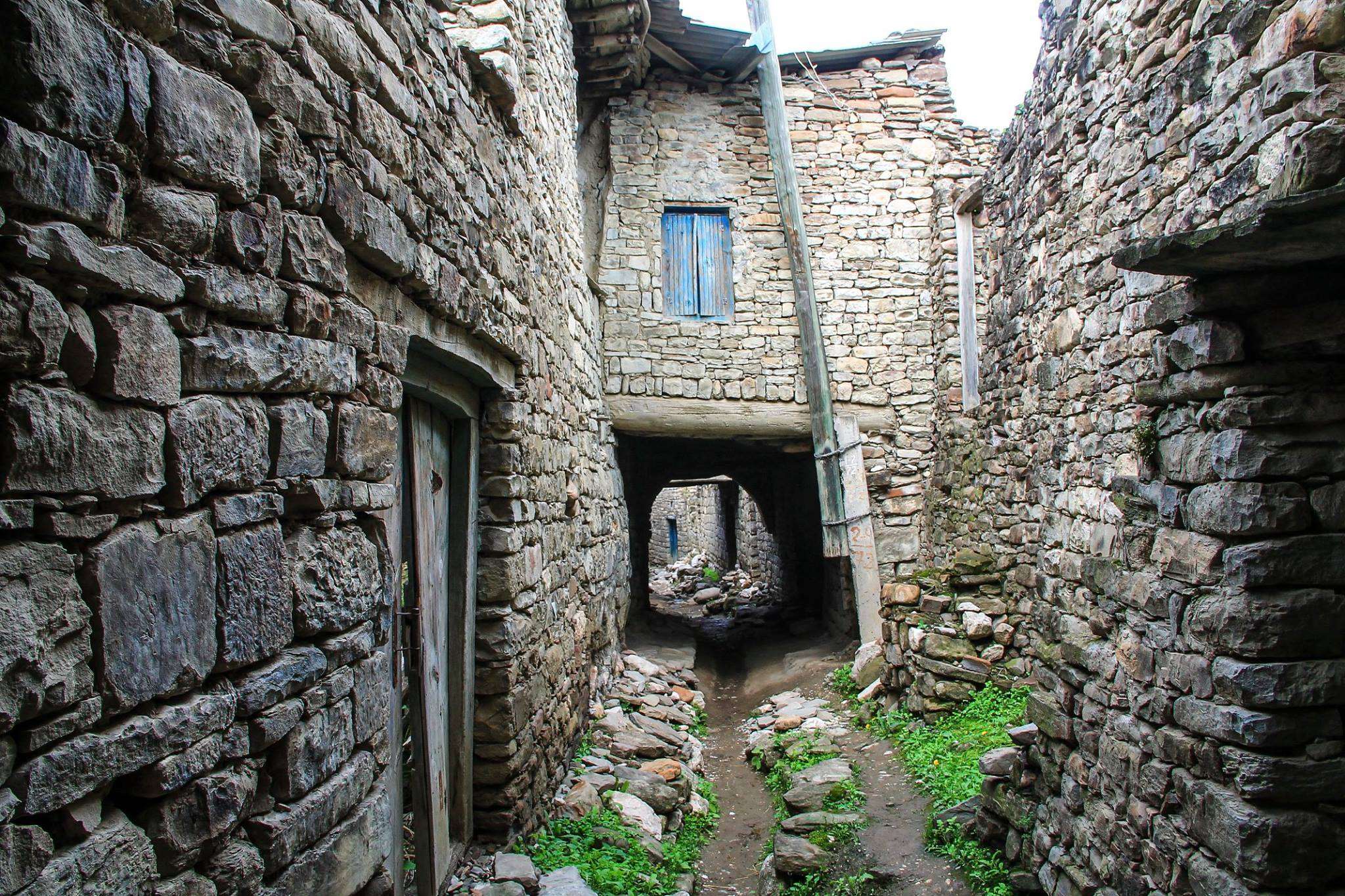
Старий аул Корода
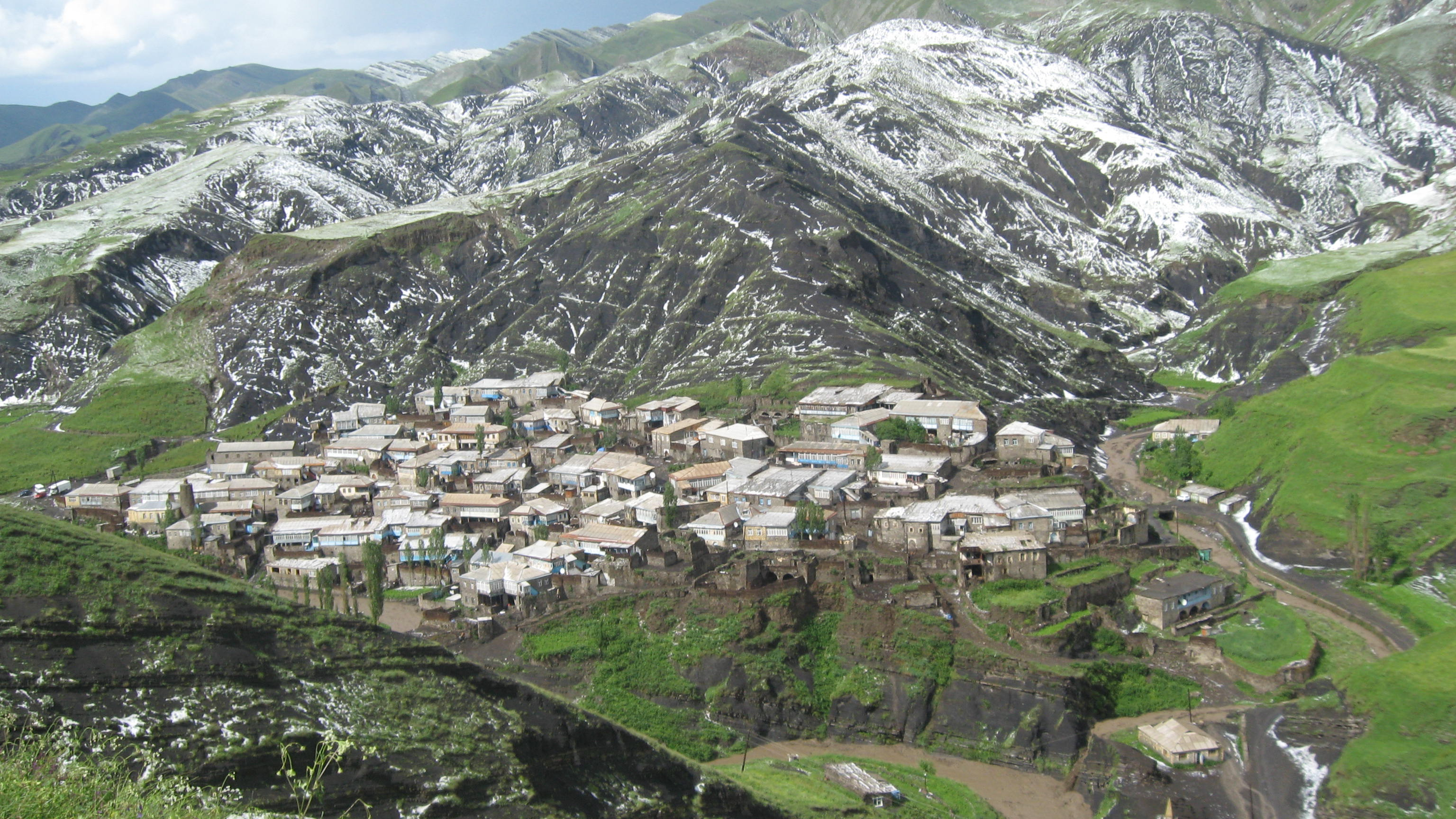
Аул Кураг